# Chiesa del Gesù delle Monache
La chiesa del Gesù delle Monache è una chiesa di Napoli, ubicata nei pressi di piazza Cavour, poco oltre porta San Gennaro, nel centro storico: affiancata da un convento, è sede parrocchiale, titolo che ha ereditato dalla vicina e distrutta chiesa di San Giovanni in Porta.

## Storia

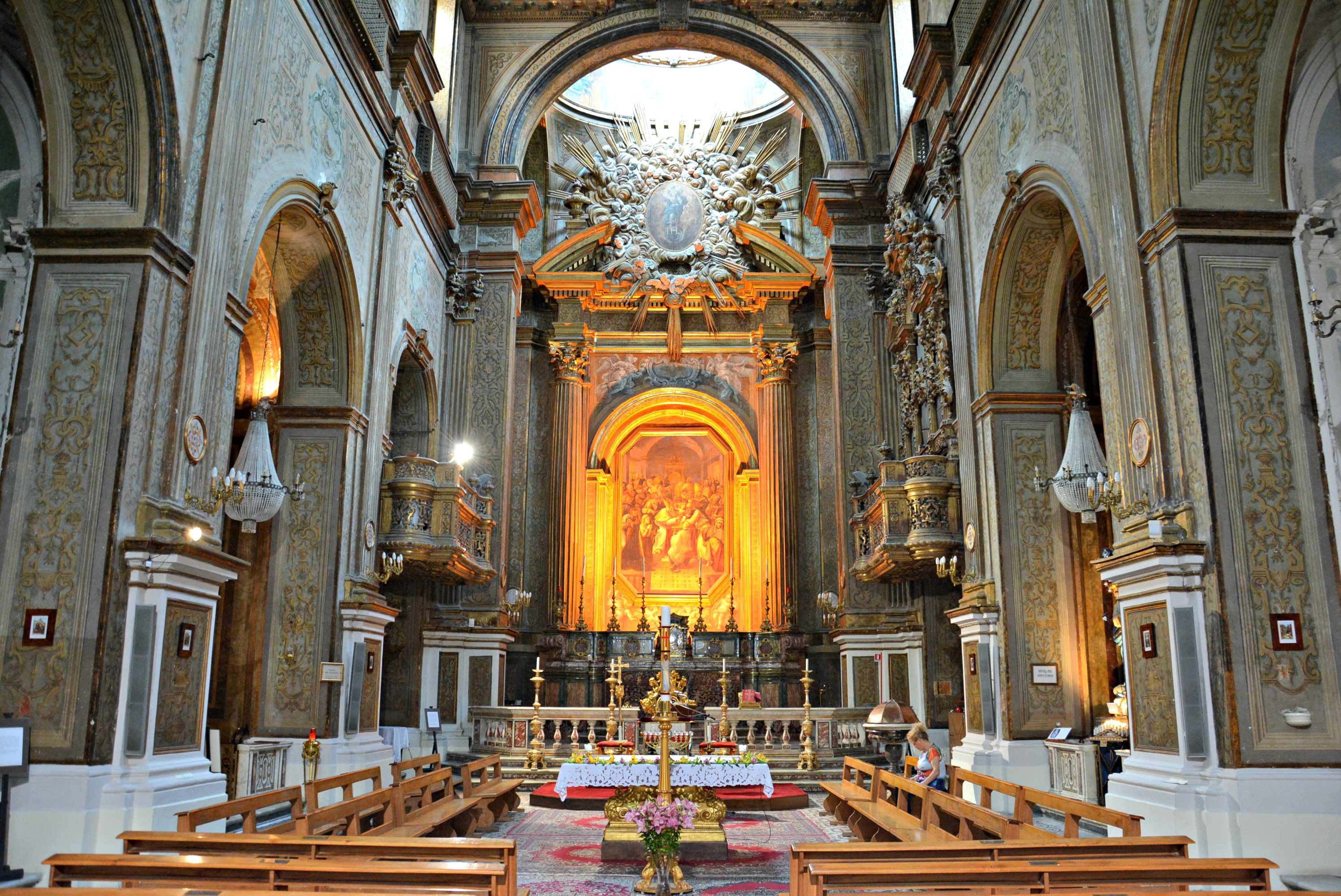
L'interno

Sia Giovanna II che Giovanna III sovvenzionavano con numerose offerte il convento di Santa Maria del Gesù, luogo scelto per la sepoltura per i membri della dinastia aragonese: fu proprio Giovanna II, rimasta vedova del marito Ferdinando I di Napoli, che decise la costruzione di una chiesa nei pressi del convento all'inizio del XVI secolo. Secondo i suoi progetti il tempio avrebbe dovuto essere il pantheon della famiglia: tuttavia sia a causa della caduta della corona arogenese, sia per la mancanza di fondi, questa non vide realizzato il suo desiderio. La chiesa venne completata solamente nel 1582, come documentato da una lapide, grazie ai proventi elargiti da Lucrezia Dentice e della famiglia Montalto.
Durante il XVII secolo l'interno subì un processo di decorazione secondo il gusto dell'epoca, ossia quello barocco, che ne ha alterato l'aspetto cinquecentesco e che è continuato anche per tutto il XVIII secolo: hanno lavorato alla chiesa artisti come Arcangelo Guglielmelli, Lorenzo Vaccaro, Giuseppe Troise e Nicola Cacciapuoti. Altri lavori di ristrutturazione si ebbero nel 1731, su disegno di padre Enrico Pini, che interessarono la zona del presbiterio. Nel 1862 la chiesa ottenne il titolo di parrocchia a seguito della demolizione della vicina chiesa di San Giovanni in Porta.

## Descrizione

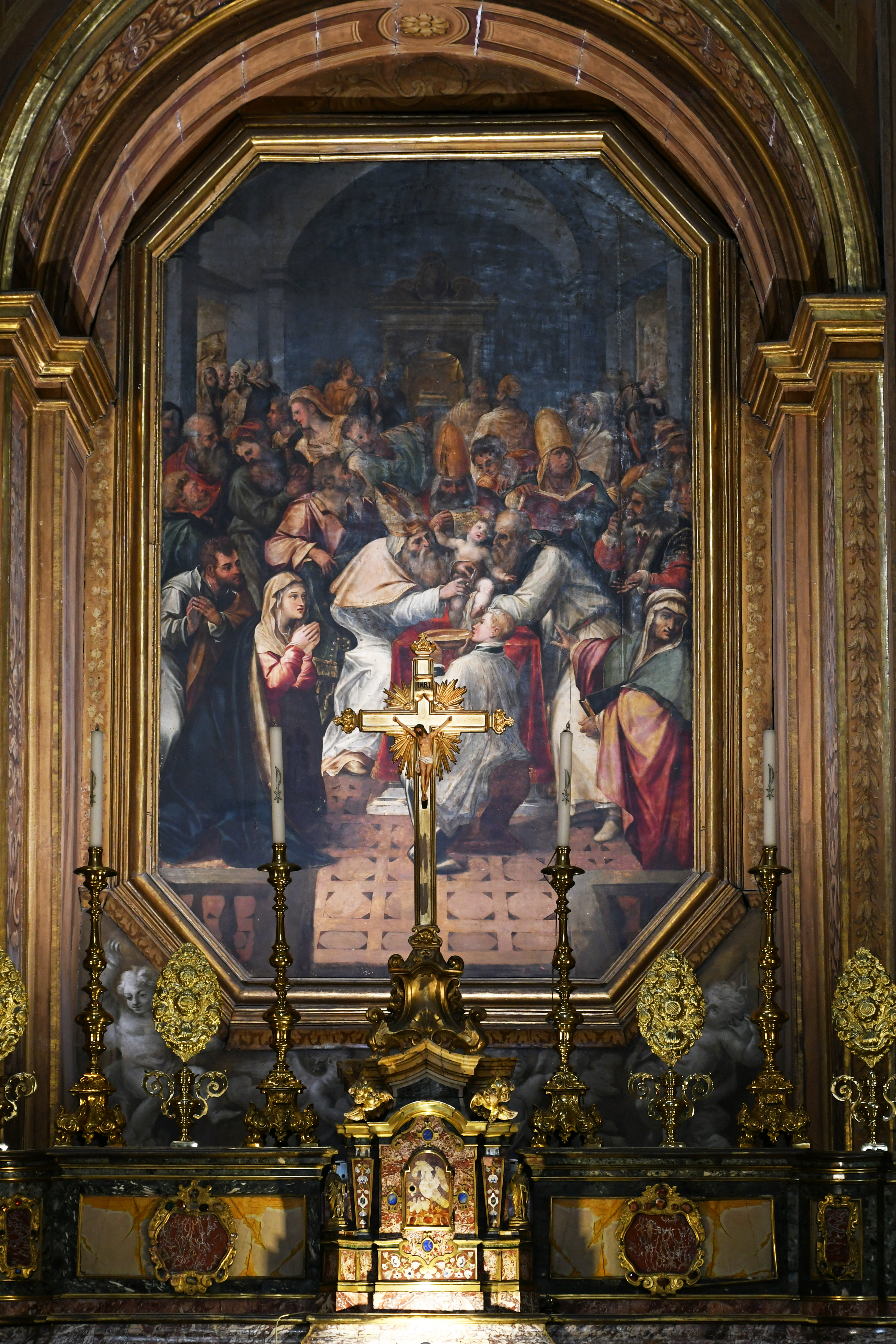
La tela dell'altare maggiore

La facciata della chiesa è in stile tardo rinascimentale ed ebbe enorme successo soprattutto nel corso del Seicento, tant'è che venne più volte ripresa nelle strutture progettate da Cosimo Fanzago; si presenta in tre scomparti, suddivisa da due trabeazioni: nella parte inferiore è un ampio arco d'accesso che prende anche parte del secondo scomparto ed a lati due archi più piccoli sormontati da una nicchia dove sono poste delle statue, decorazione che si ripete ugualmente anche nella parte centrale della facciata; il terzo scomparto è caratterizzato al centro da una nicchia con statua ed ai lati termina con guglie: sul timpano è posta una croce in ferro; tutte le statue presenti sono state realizzate nel XVIII secolo. L'ampio arco immette nell'atrio dove è posto il portale d'ingresso: questo è in legno intagliato ed è stato realizzato nella seconda metà del XVI secolo.
L'intero, in stile barocco, si presenta a navata unica, con quattro cappelle su ogni lato, un breve transetto che non sporge dal perimetro della chiesa, dove insiste anche il presbiterio, soffitto a cassettoni ligneo con intagli dorati e motivi floreali, realizzato nel XVII secolo, e pavimento in riggiole risalente al XIX secolo, commissionato alla ditta Giustiniani. Sulla controfacciata è un dipinto di Francesco Solimena raffigurante San Giovanni Evangelista e il cardinale Innico Caracciolo del 1658 e proveniente dalla distrutta chiesa di San Giovanni in Porta, lungo la parte alta della navata dipinti di Nicola Cacciapuoti eseguiti tra il 1730 ed il 1731, mentre sull'arco della quarta cappella del lato destro è posto l'organo, risalente alla fine del XVII secolo, con decorazione in legno intagliato e dorato.

L'interno
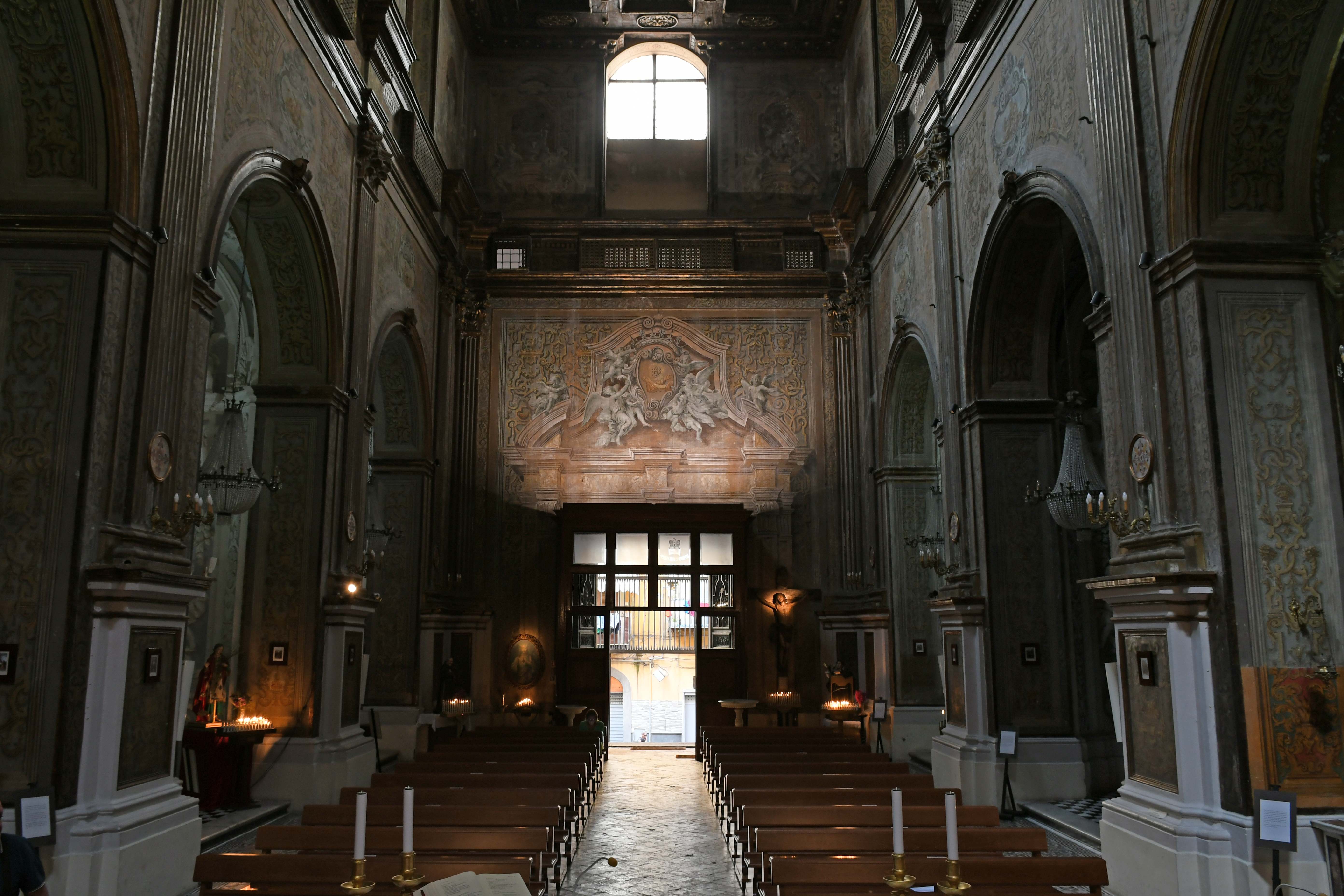
La controfacciata
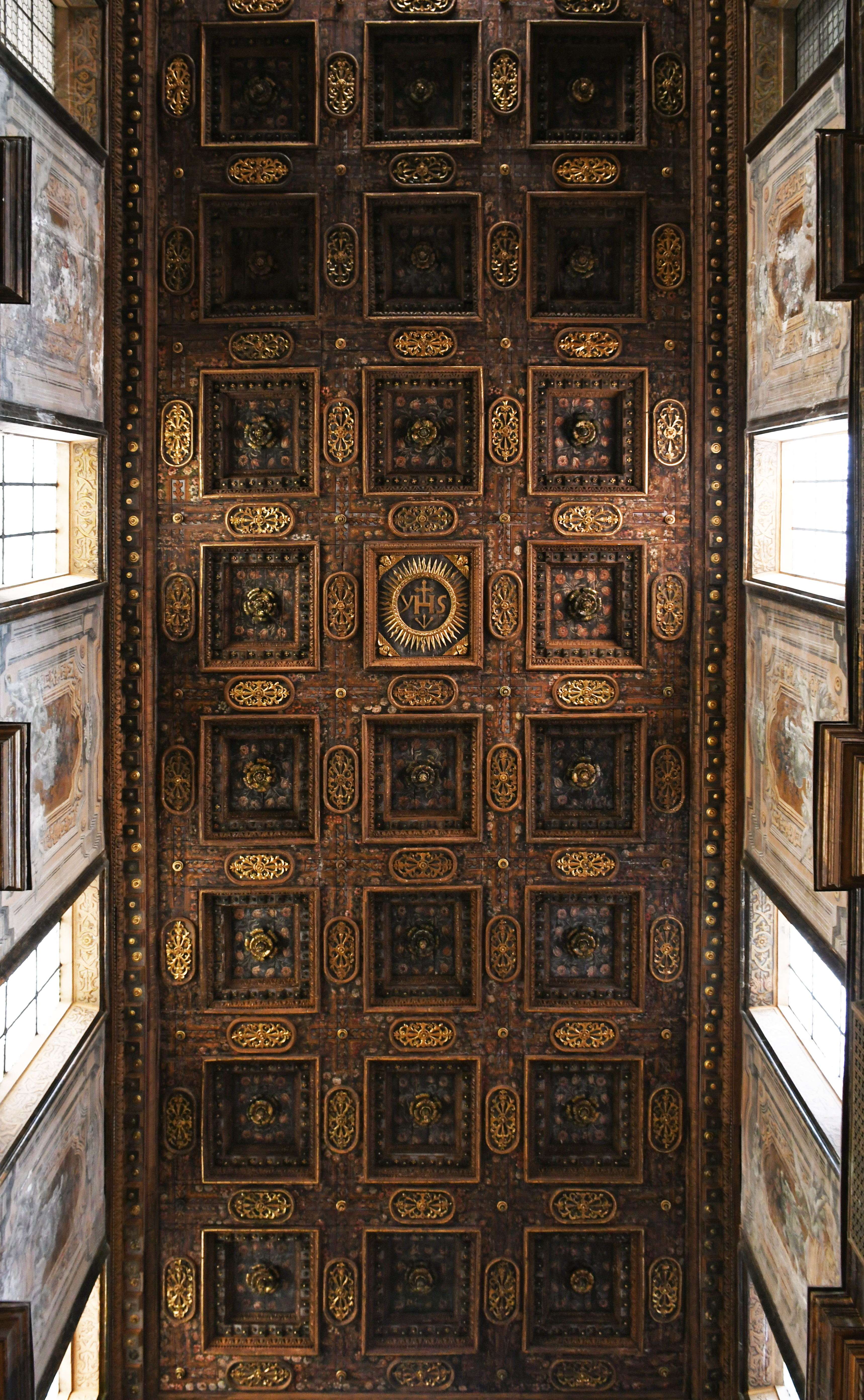
Il soffitto a cassettoni
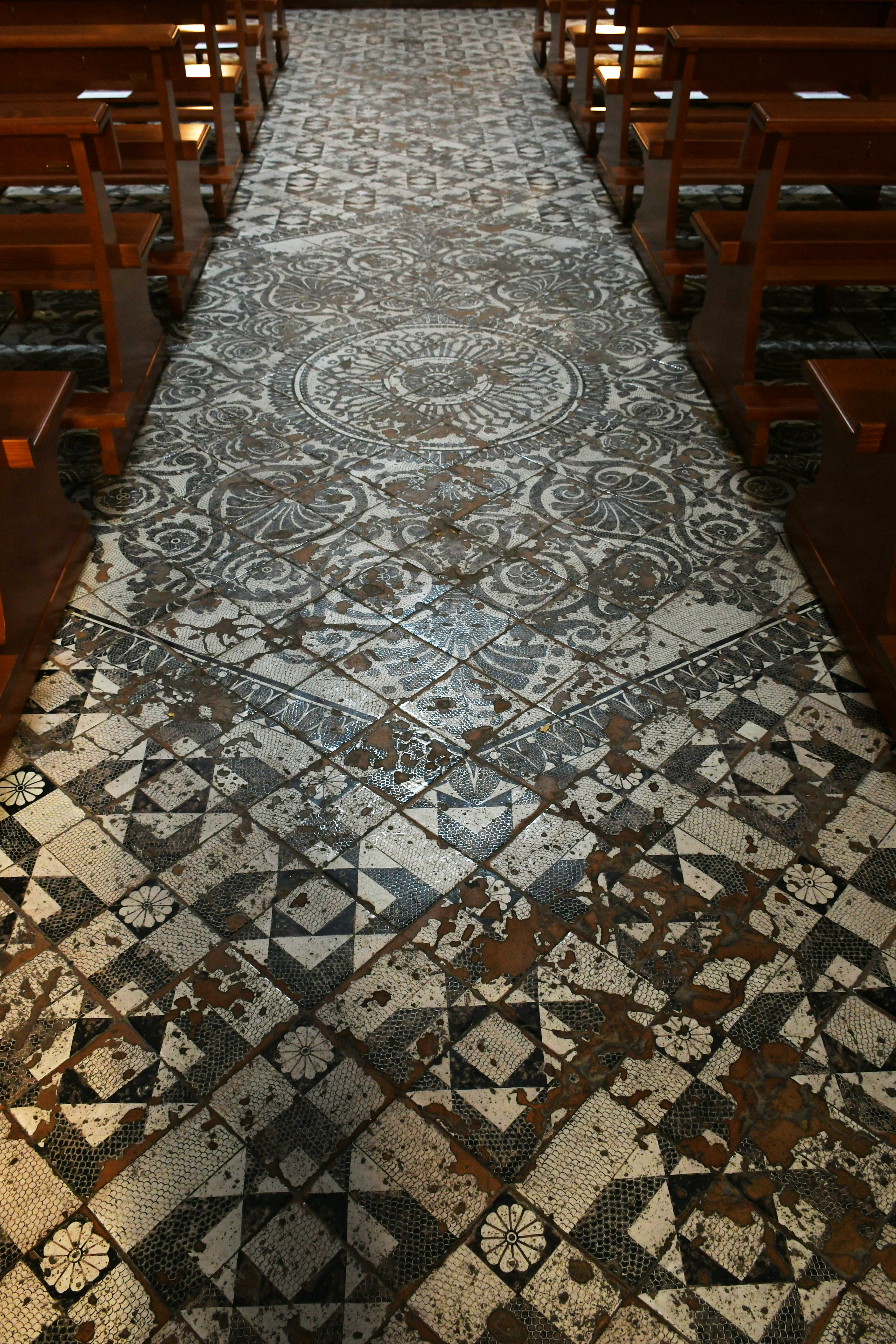
Il pavimento in riggiole
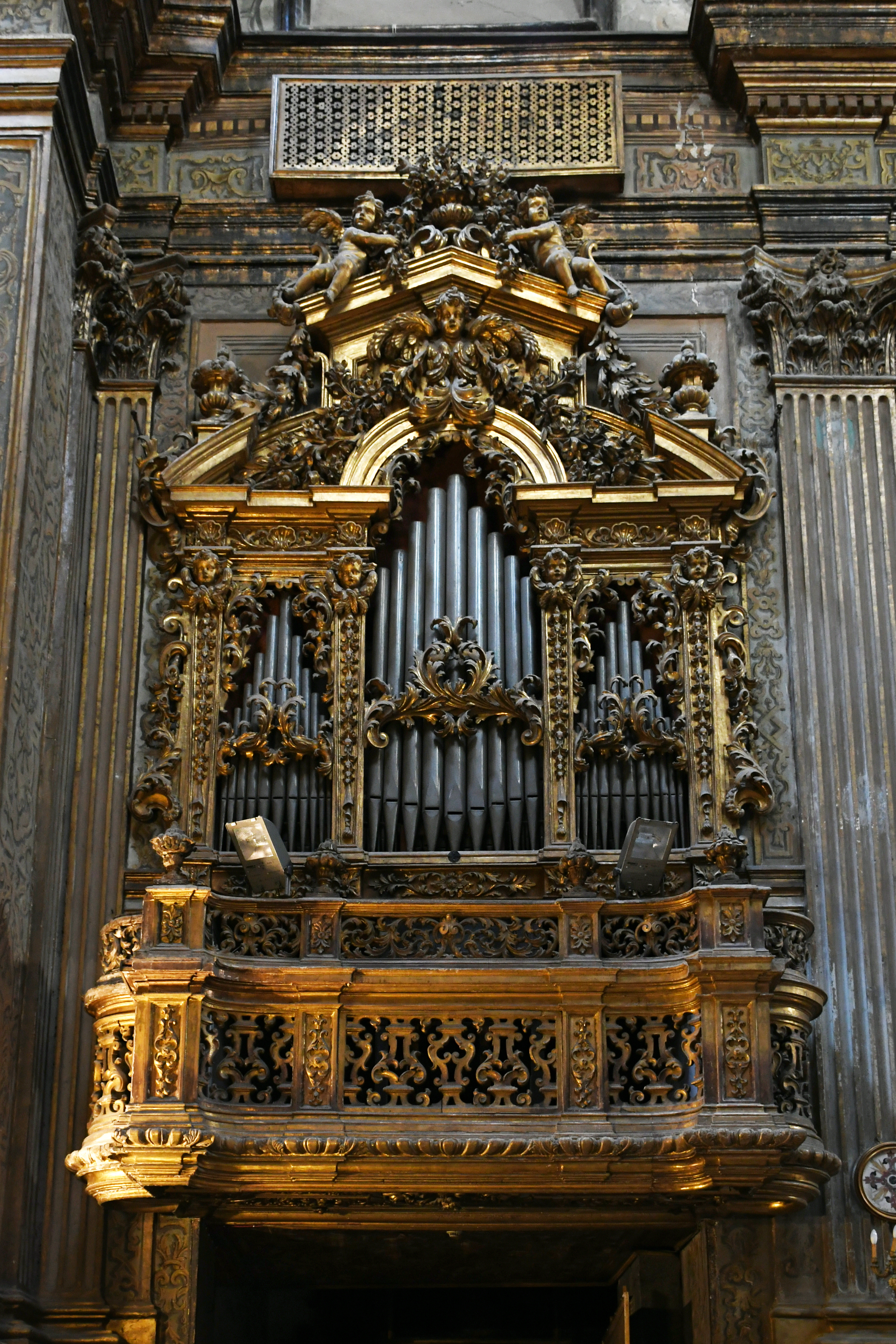
L'organo

La prima cappella sulla sinistra presenta decorazioni in stucco di Giuseppe Troise e Lorenzo Vaccaro: sull'altare è una tela ritraente San Antonio in Gloria di un ignoto napoletano del XVII secolo, mentre sulle pareti laterali due opere di Luca Giordano del 1683, ossia Sant'Antonio predica ai pesci e Sant'Antonio risana un piede ad un ferito. La seconda cappella è anch'essa decorata con stucchi di Lorenzo Vaccaro e Giuseppe Troise a cui si aggiunge Francesco Solimena, che nella volta realizza gli affreschi della Gloria della Vergine e Putti, oltre a due tele, poste sulle pareti laterali, Annunciazione e Sposalizio della Vergine; sull'altare è collocata una tela di Luca Giordano: Immacolata, santa Teresa e santa Chiara, del 1683. La terza cappella è caratterizzata sull'altare da un dipinto della fine del XVI secolo, Madonna col Bambino, con corona ed ex voto del XIX e XX secolo, di autore ignoto, così come le tele sulle pareti laterali, risalenti alla seconda metà del Seicento e raffiguranti Cristo portacroce e Cristo flagellato, quest'ultima copia da Jusepe de Ribera; la cappella è pavimentata in maioliche, di manifattura dei Giustiniani. La quarta cappella è in realtà l'antisagrestia ed è presente Torchio mistico, una tavola iconografica della seconda metà del Cinquecento e San Giovanni Battista, tavola del Solimena.

Le cappelle sul lato sinistro
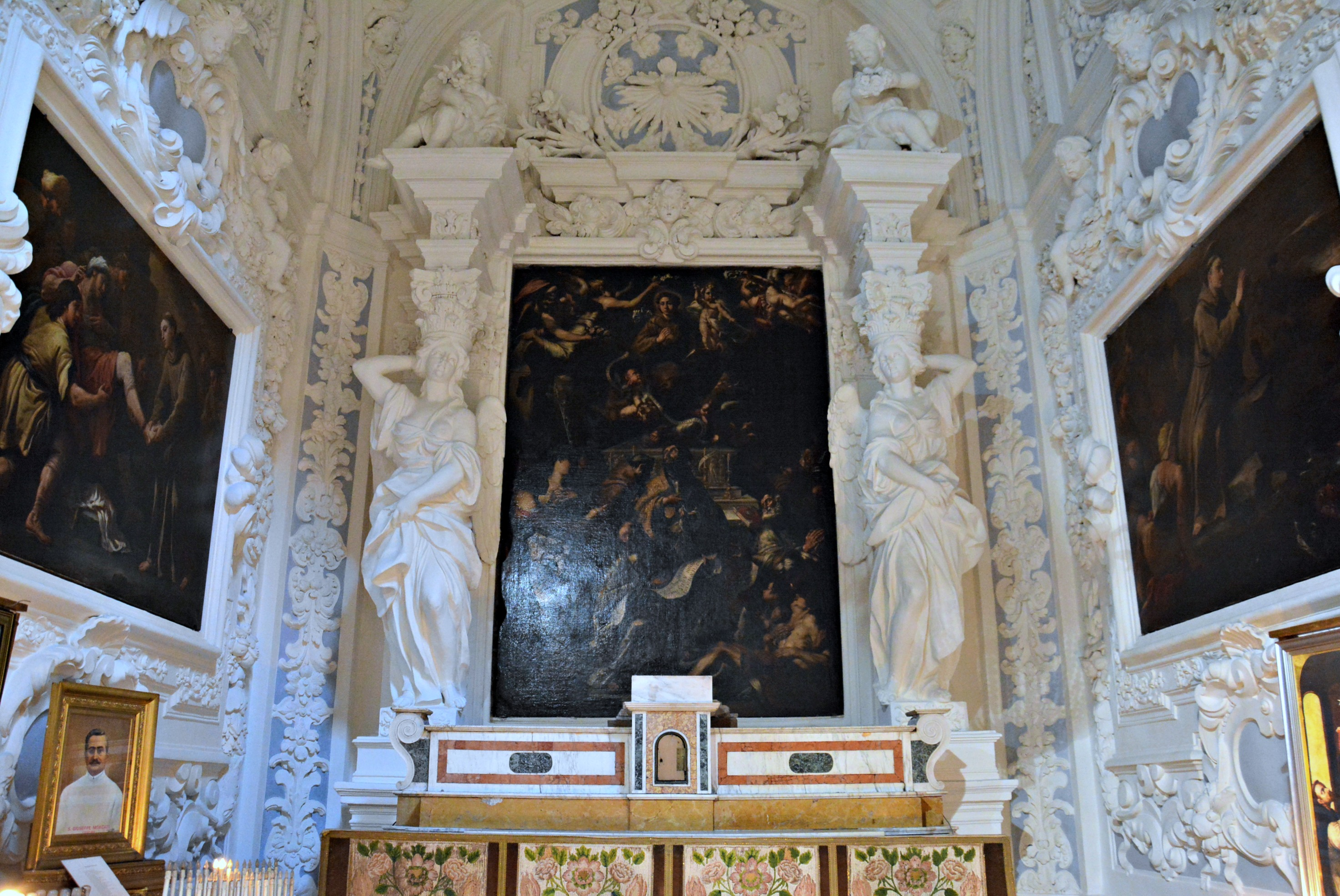
La prima cappella
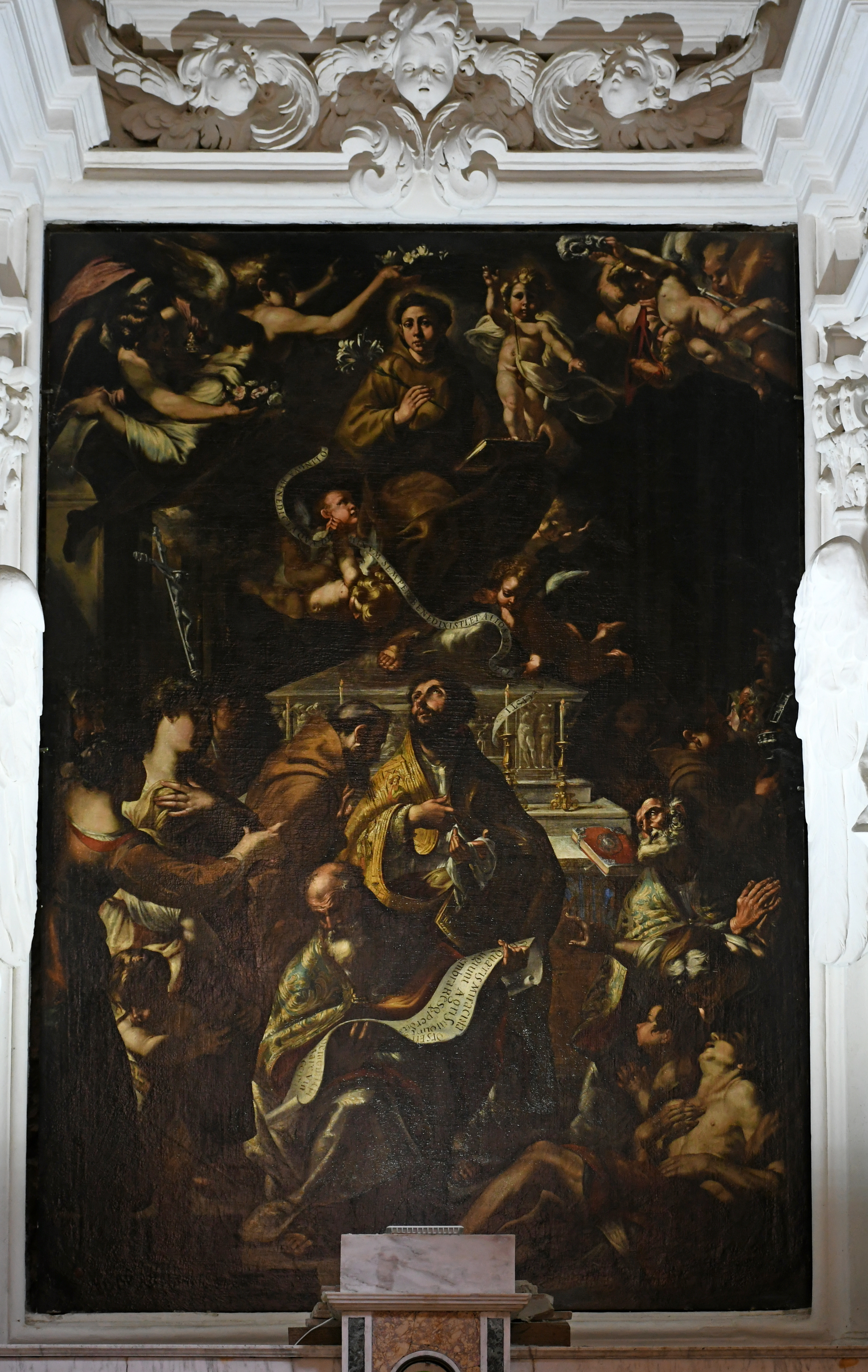
San Antonio in Gloria
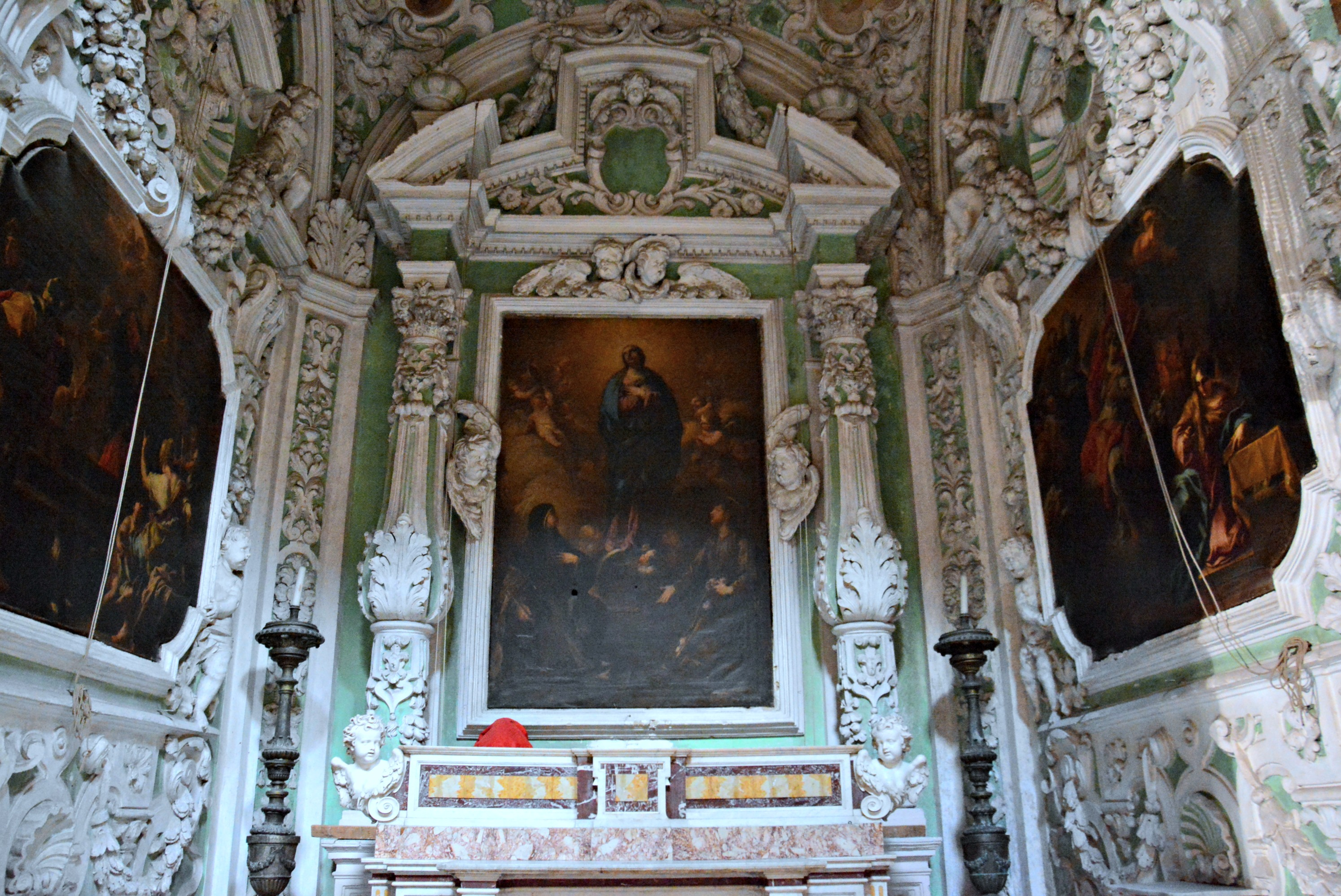
La seconda cappella
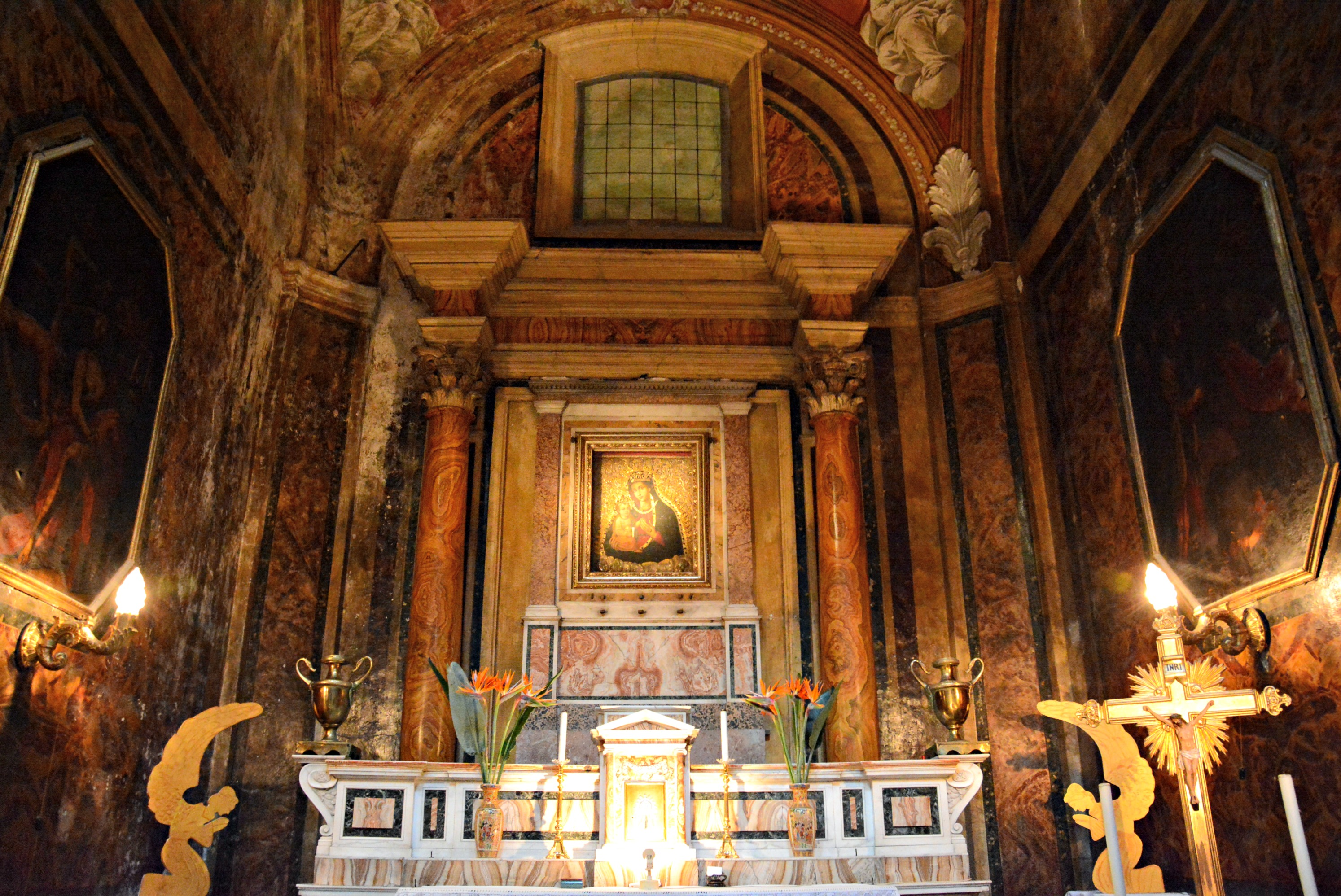
La terza cappella
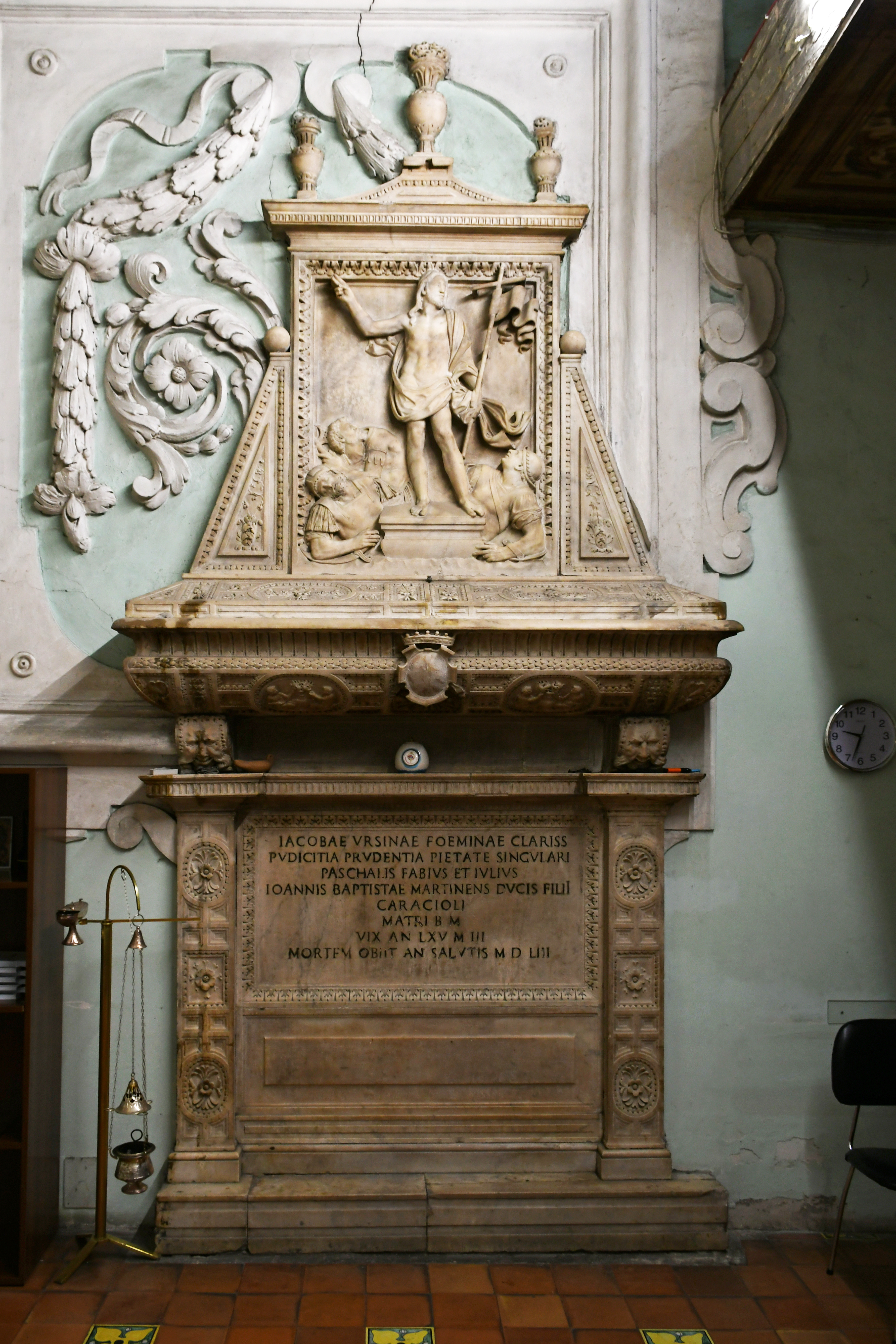
L'antisagrestia
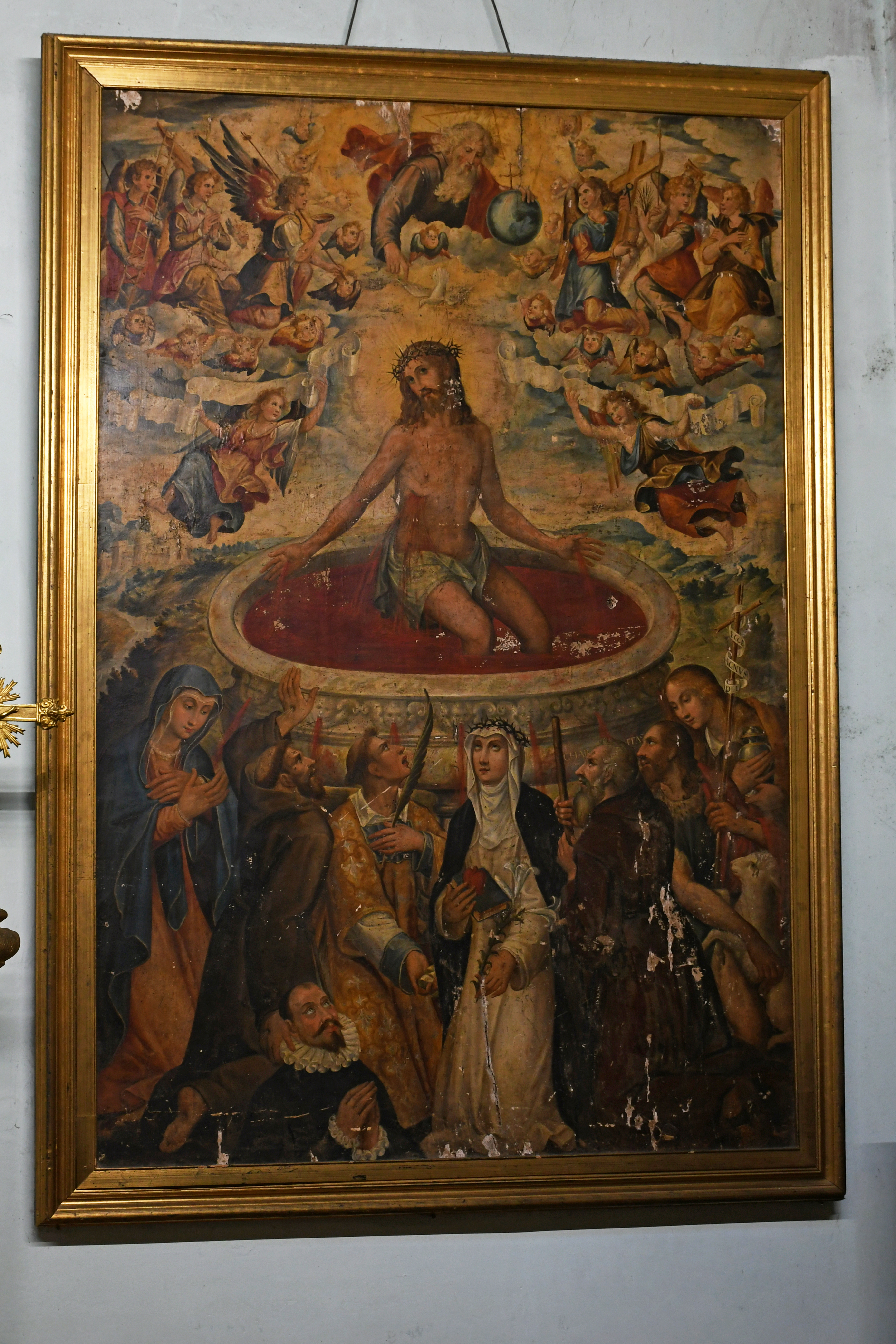
Torchio mistico

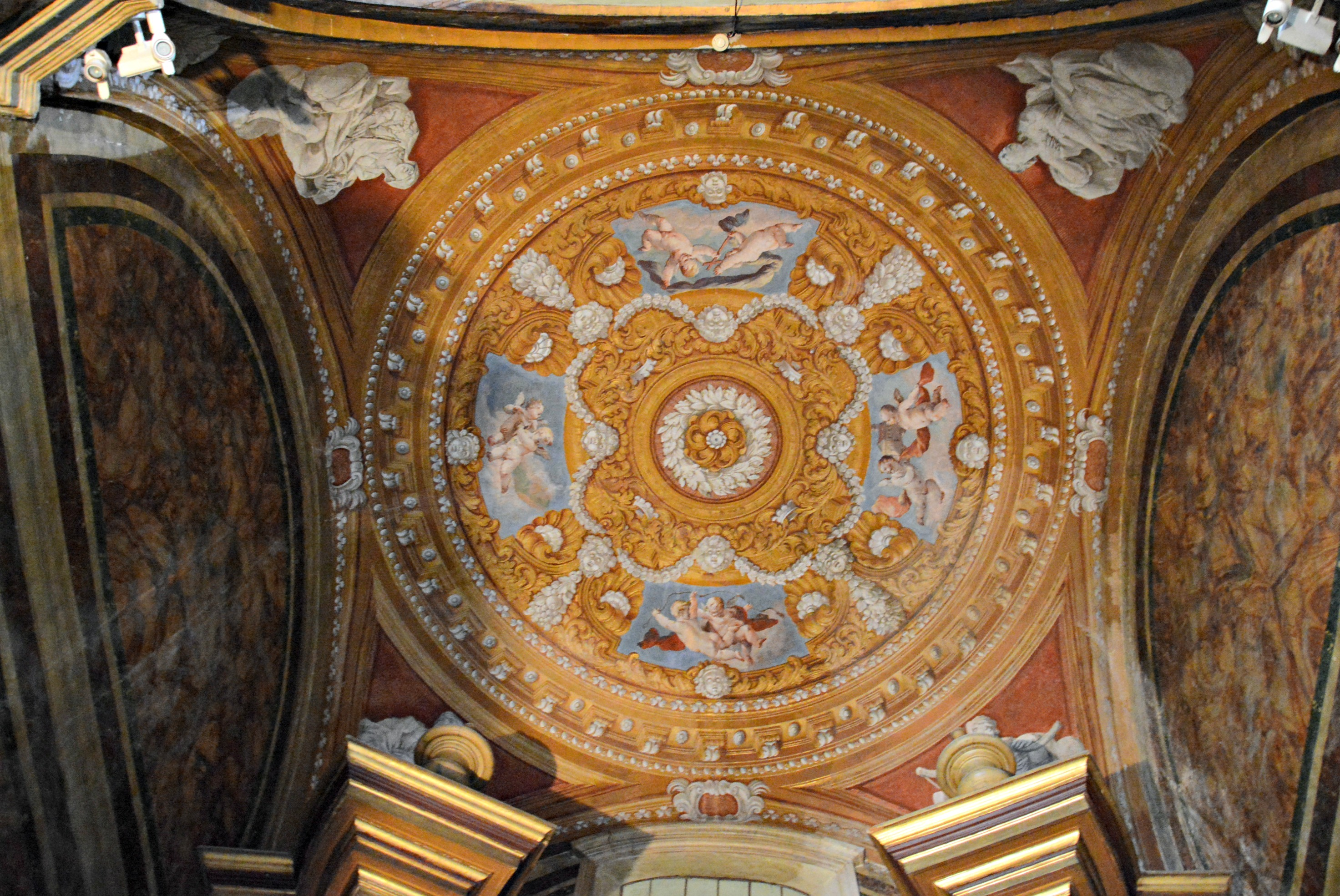
La volta della terza cappella a destra

La prima cappella sul lato destro è dedicata a santa Teresa d'Ávila: presenta un imponente lavoro di stucchi realizzato nelle parti geometriche da Giuseppe Troise e nelle parti figurative da Lorenzo Vaccaro; sull'altare è una tela della fine del Seicento, opera di ignoto napoletano, raffigurante Santa Teresa, mentre sulle pareti laterali due tele attribuite ad Andrea Malinconico, Miracolo di Santa Teresa e Morte di santa Teresa; caratteristico il pavimento in maioliche policrome. La seconda cappella è dedicata a santa Chiara e presenta sull'altare Santa Chiara in gloria tra i santi Bonaventura, Giovanni da Capestrano e Ludovico da Tolosa di Francesco Solimena e datata 1684, mentre alle pareti due opere di Paolo De Matteis del 1696, intitolate rispettivamente Monacazione di santa Chiara e Santa Chiara che scaccia i saraceni; completano la decorazione gli stucchi di Lorenzo Vaccaro e Giuseppe Troise e gli affreschi della volta, Gloria di santa Chiara e Putti, del Solimena. La terza cappella include un sarcofago di vetro contenente le spoglie di santa Sabazia. Sull'altare si trova Madonna col Bambino tra i santi Francesco, Chiara, Pietro e Paolo, opera di Fabrizio Santafede, mentre alle pareti due dipinti ottagonali di Michele Ragolia della fine del XVII secolo, Stimmate di san Francesco e San Francesco e santa Chiara che intercedono per un convento incendiato; il pavimento maiolicato è uno dei primi lavori effettuati dalla fabbrica Giustiniani dopo il loro trasferimento a Napoli, avvenuto intorno al 1760. La quarta cappella conserva un polittico, in una cornice lignea intagliata e dorata, di Giovanni Filippo Criscuolo: questo si divide in due ordini con al centro la Dormitio Virginis e l'Assunzione, ai lati Santi, mentre nella parte alta Trinità e Adorazione del Bambino; sulla parete sinistra dipinto di ignoto della fine del Cinquecento raffigurante Flagellazione di Gesù alla colonna.

Le cappelle sul lato destro
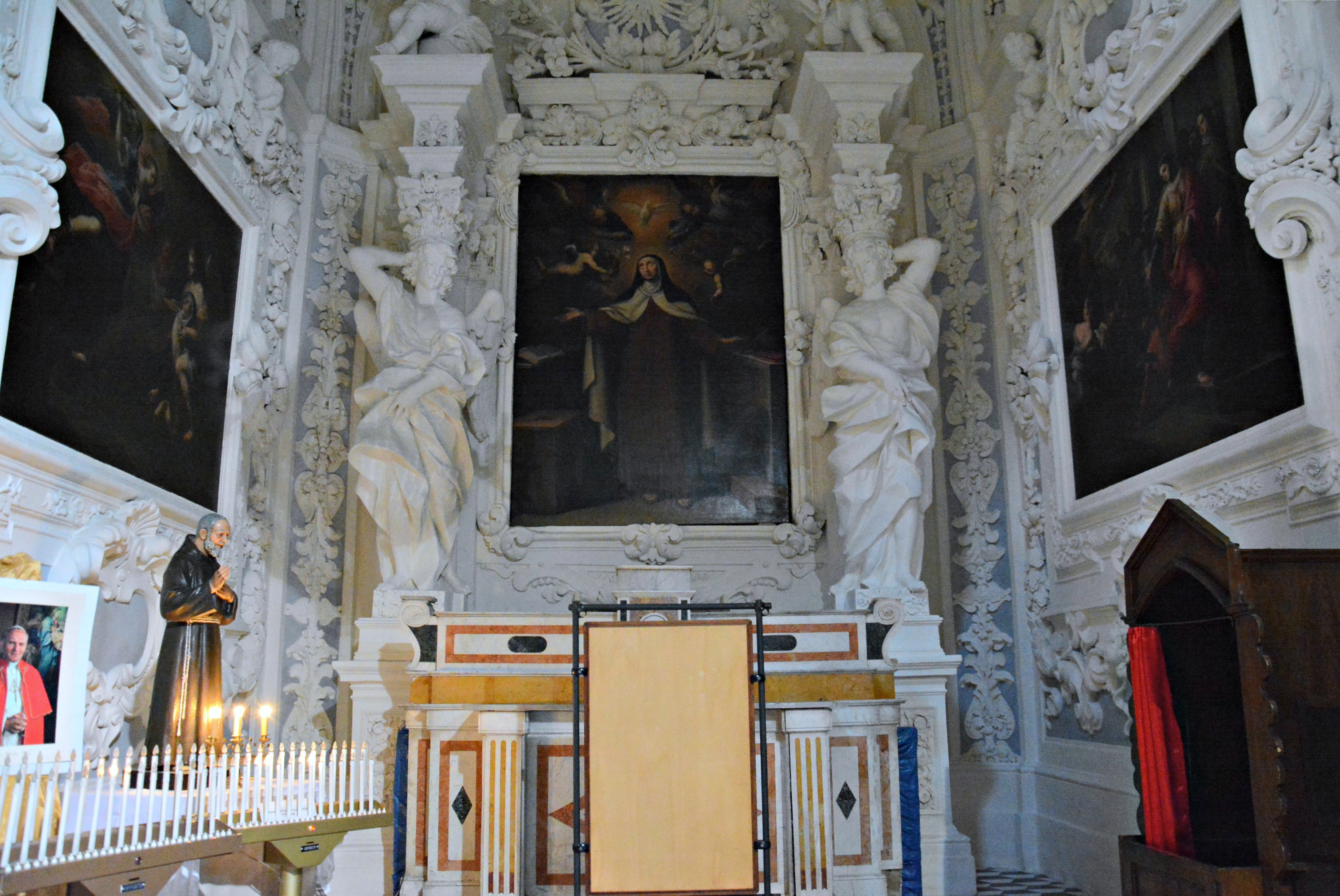
La prima cappella
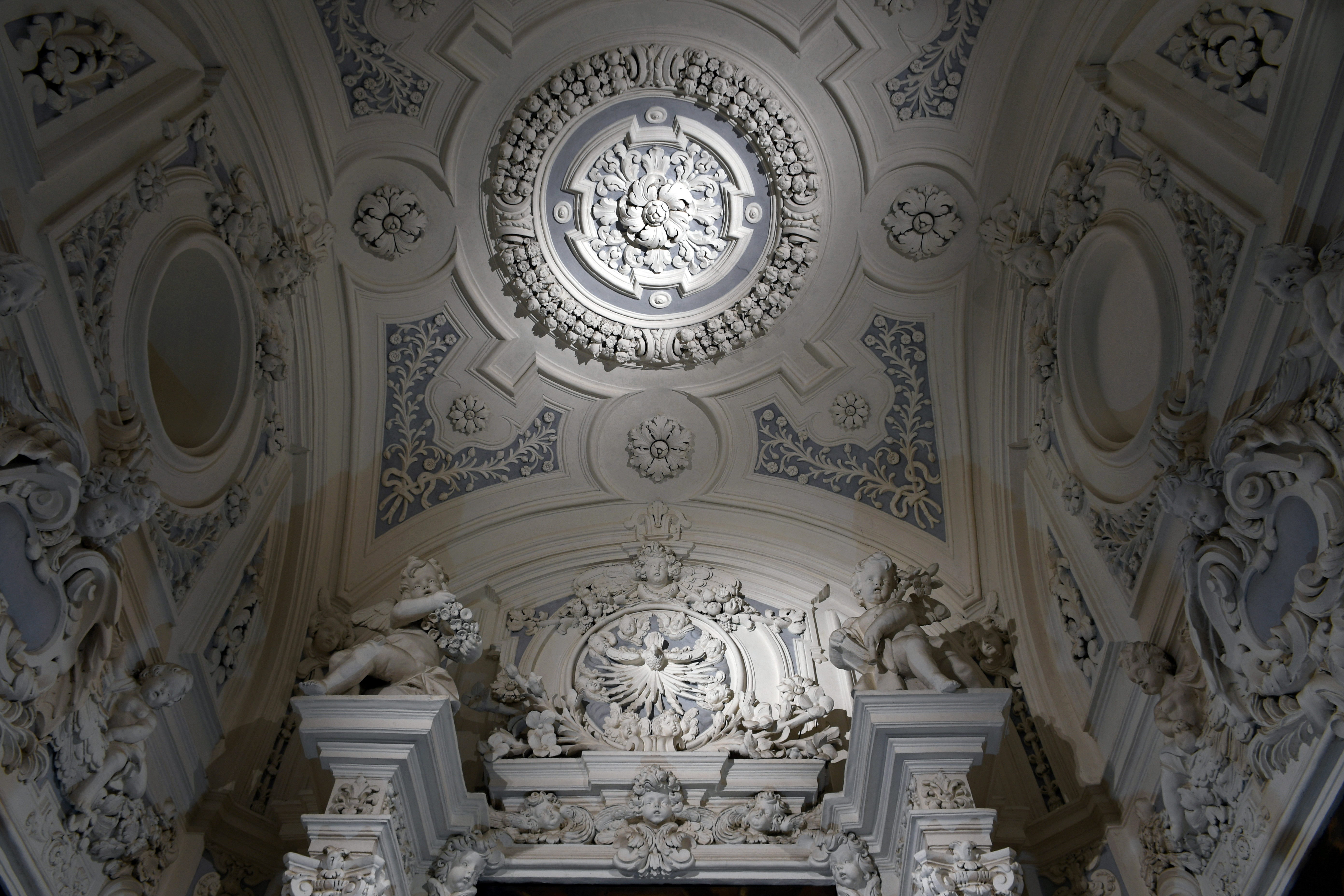
Gli stucchi della prima cappella
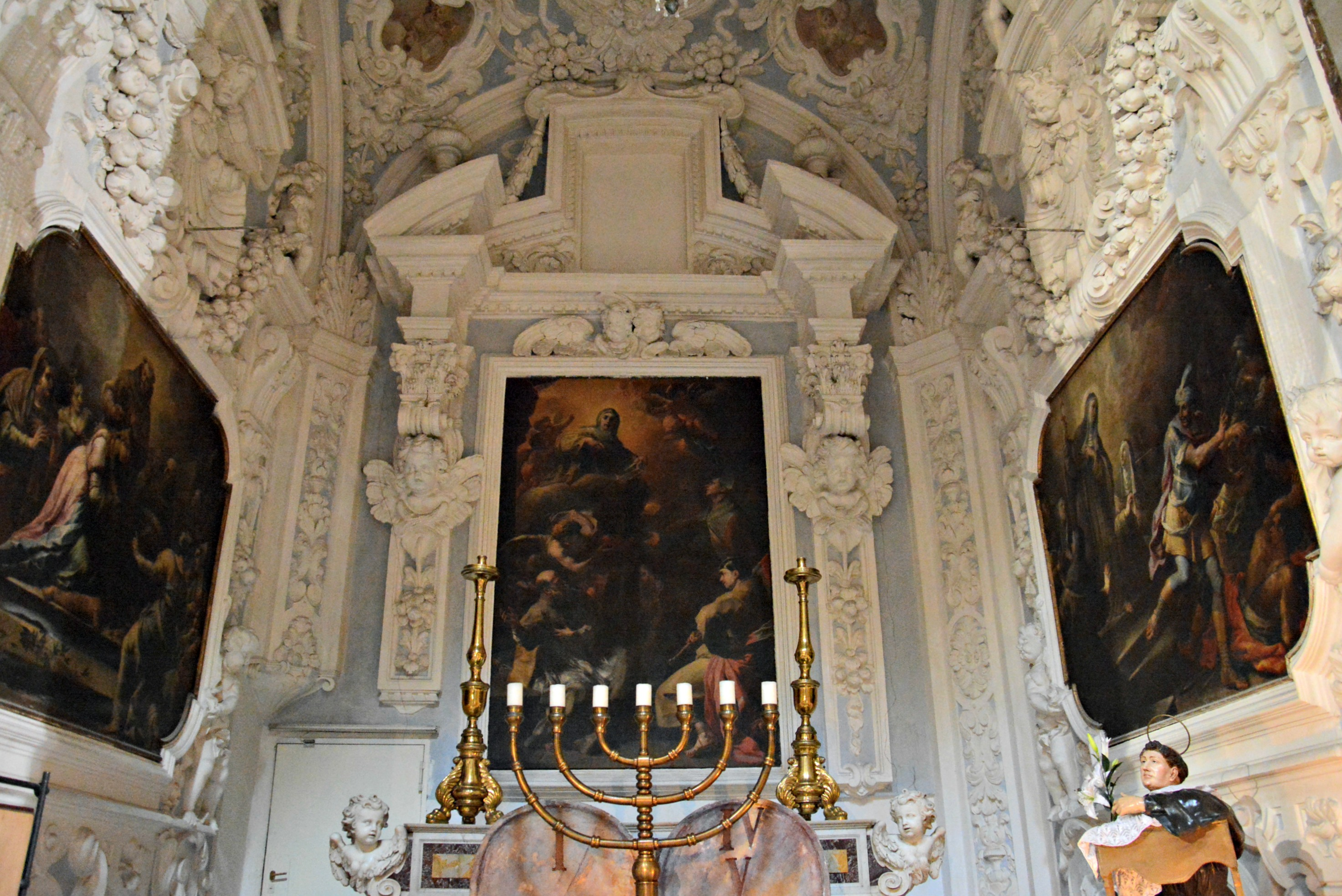
La seconda cappella
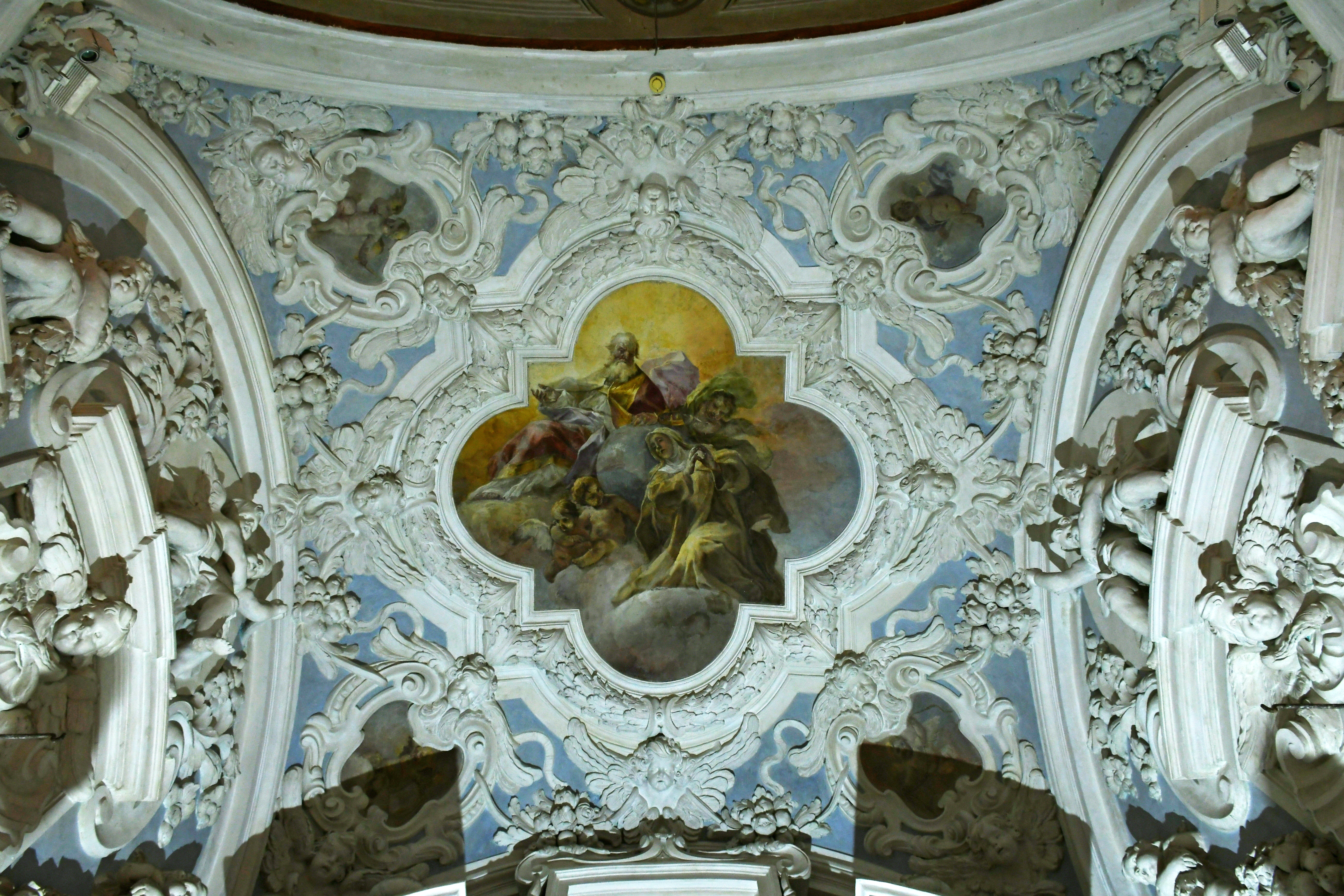
Gloria di santa Chiara e Putti
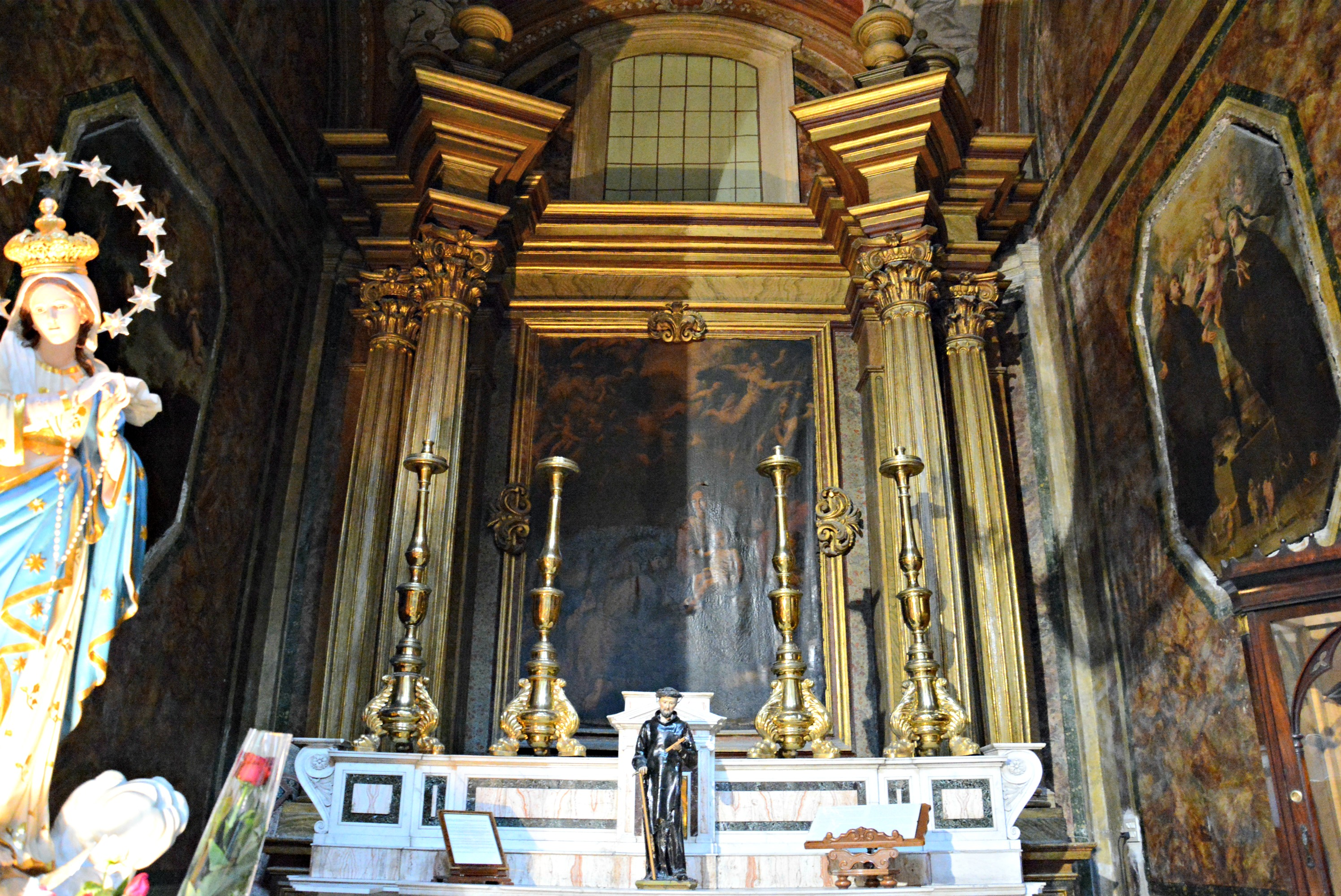
La terza cappella
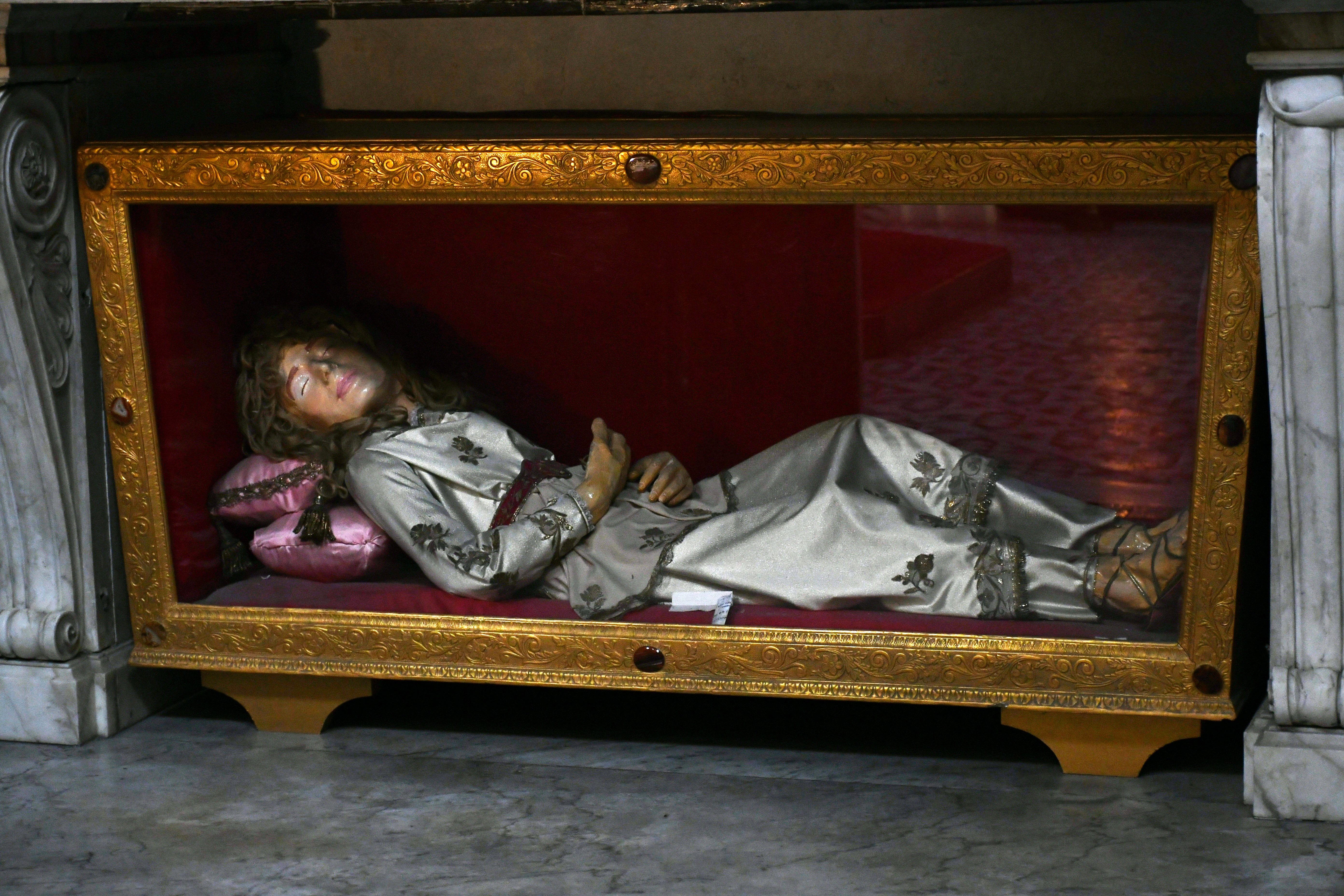
Santa Sabazia
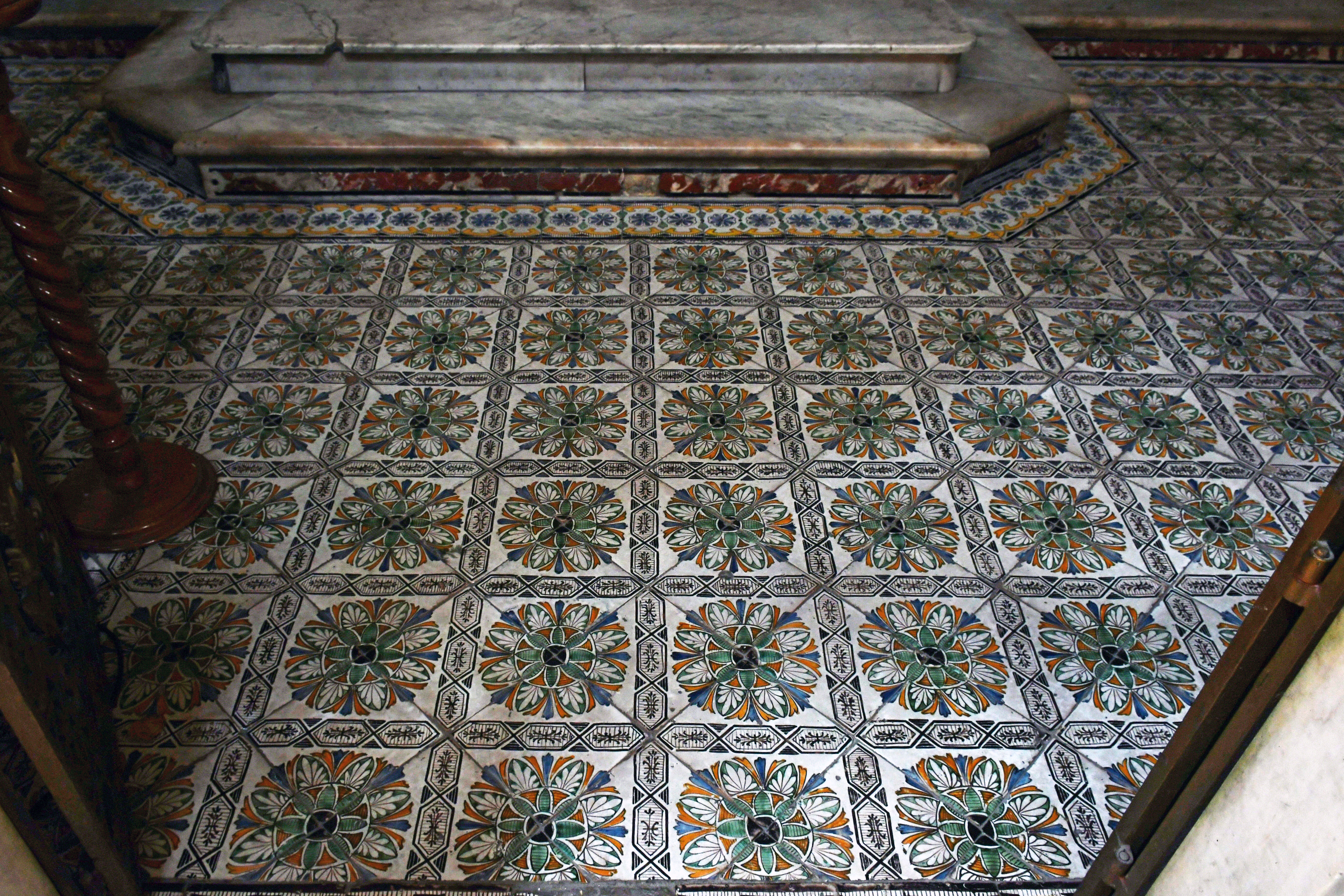
Pavimento maiolicato della terza cappella
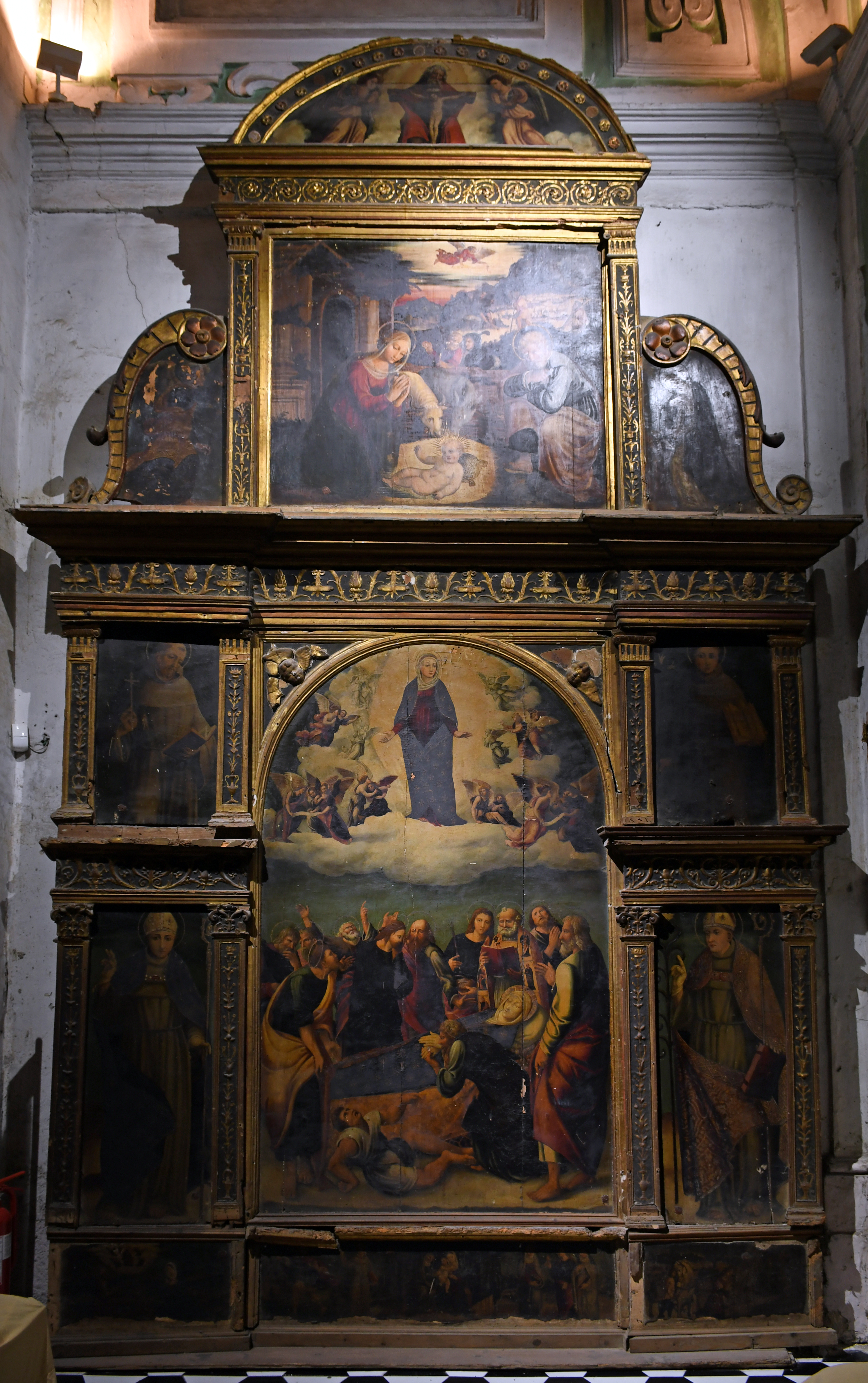
Il polittico nella quarta cappella

La zona del presbiterio, disegnata da Enrico Pini, che incorpora anche il transetto, ospita l'altare maggiore in marmi policromi e pietre dure, stessi materiali utilizzati per la realizzazione del ciborio; caratteristica anche la portella del tabernacolo in pietre dure e madreperla. Sulle pareti del presbiterio diverse opere di Giovanni Bernardo Lama e della sua bottega: in particolare due dipinti con tema il Redentore benedice san Francesco e la Vergine benedice santa Chiara, mentre più in basso due tavole ottagonali che rappresentano la Carità e la Fede. Le cupola sul presbiterio è stata affrescata intorno al 1680 da Arcangelo Guglielmelli. La tavola custodita alle spalle dell'altare maggiore, nell'abside, è sempre opera del Lama, datata alla fine del XVI secolo e raffigura la Circoncisione: intorno si sviluppa un apparato decorativo in legno intagliato e dorato e cartapesta di Arcangelo Guglielmelli e nella parte superiore è posta una tavola ovale, Bambino Gesù, di Luca Giordano. Completano la zona monocromi realizzati tra il 1730 ed il 1731 da Nicola Cacciapuoti.
Adiacente alla chiesa è il convento: particolare è il refettorio che presenta decorazioni di Arcangelo Guglielmelli.

Il presbiterio
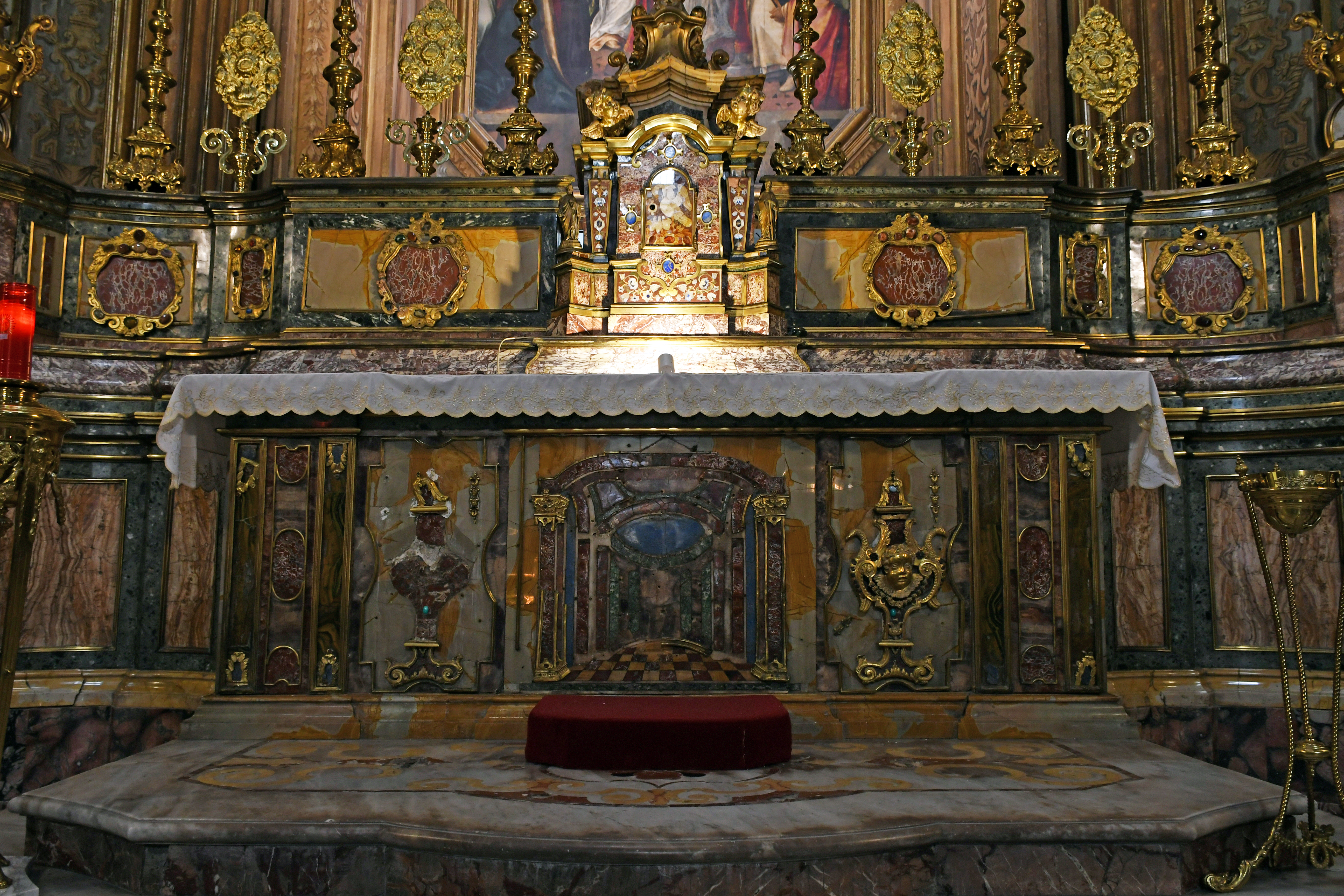
L'altare principale
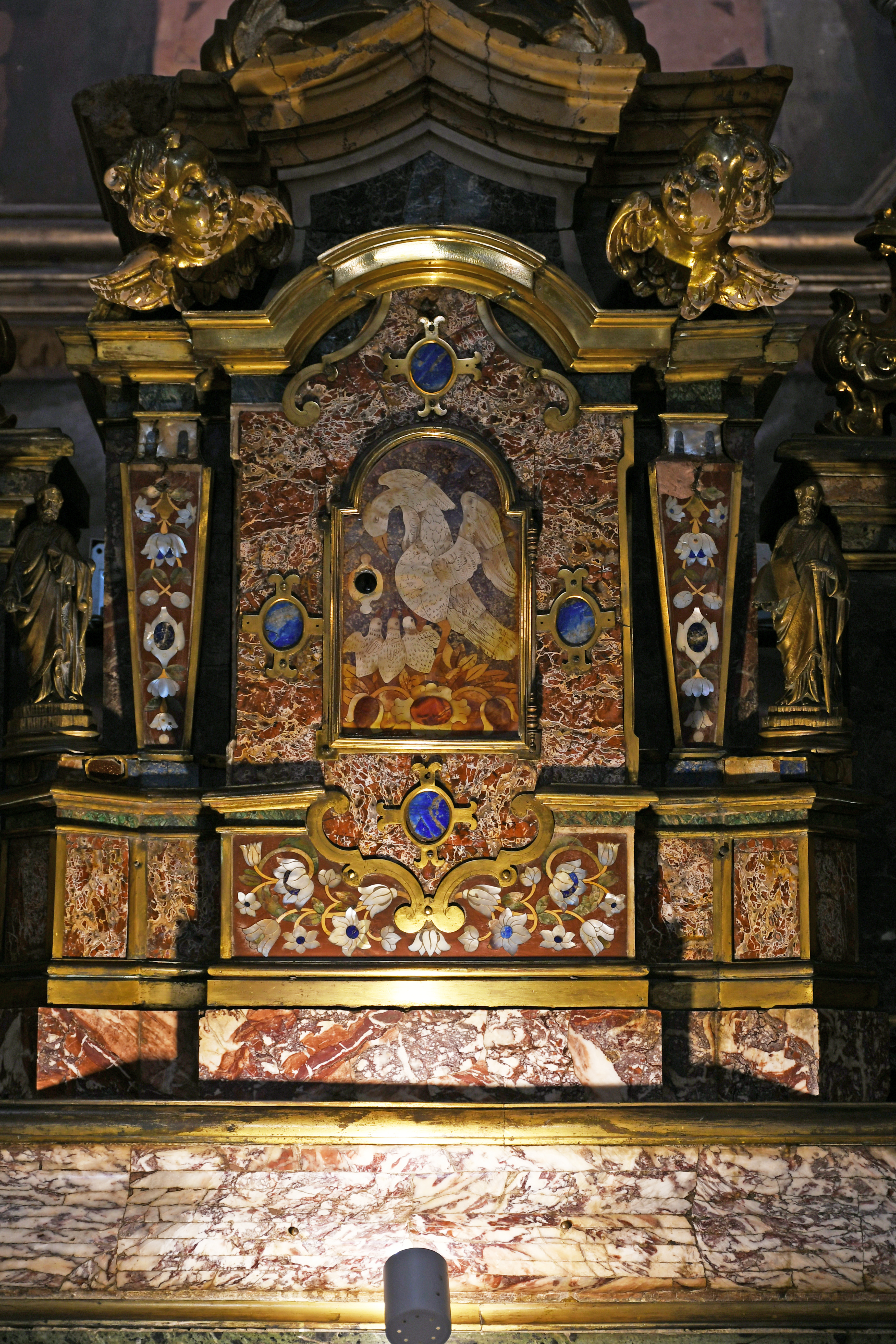
Tabernacolo
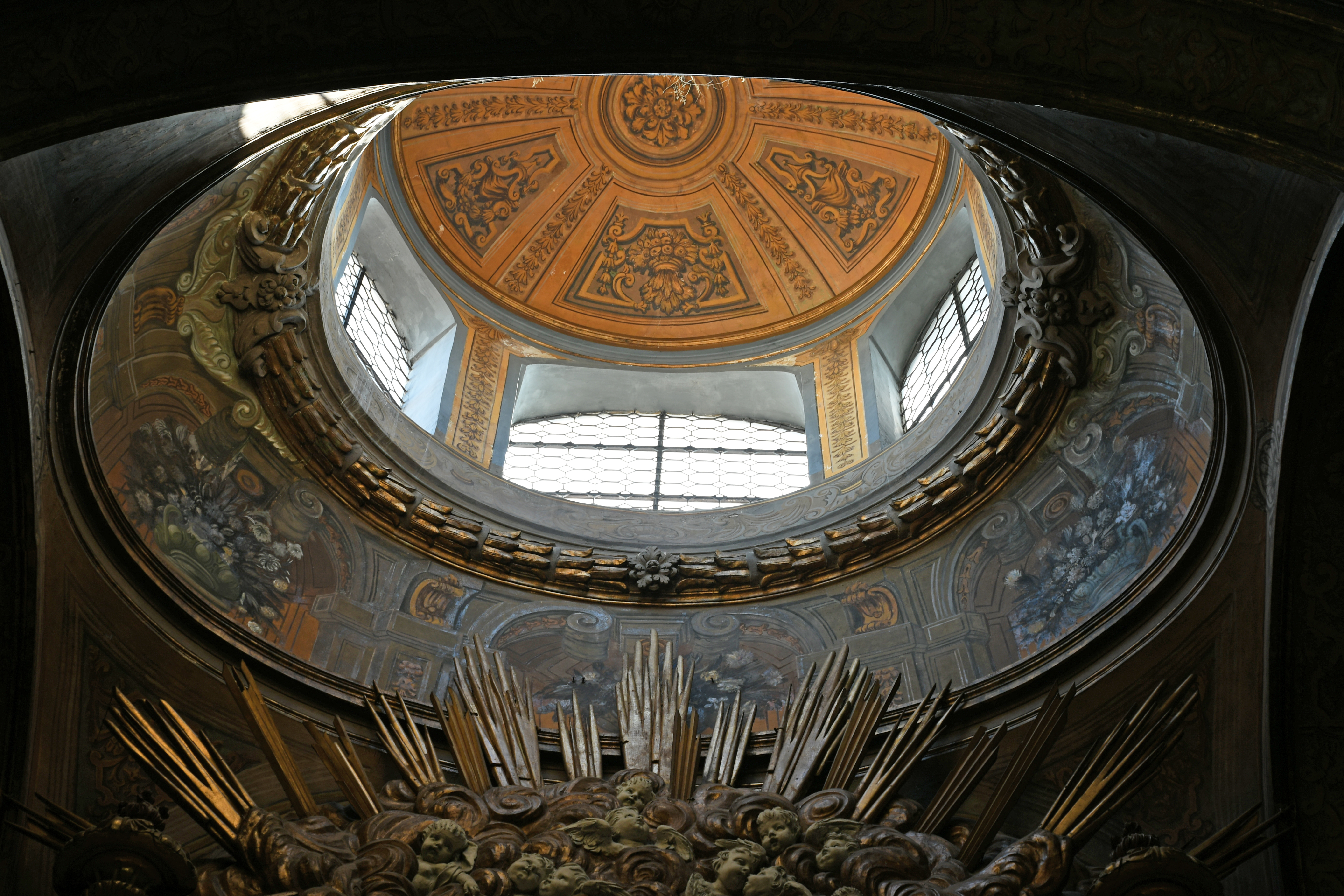
La cupola
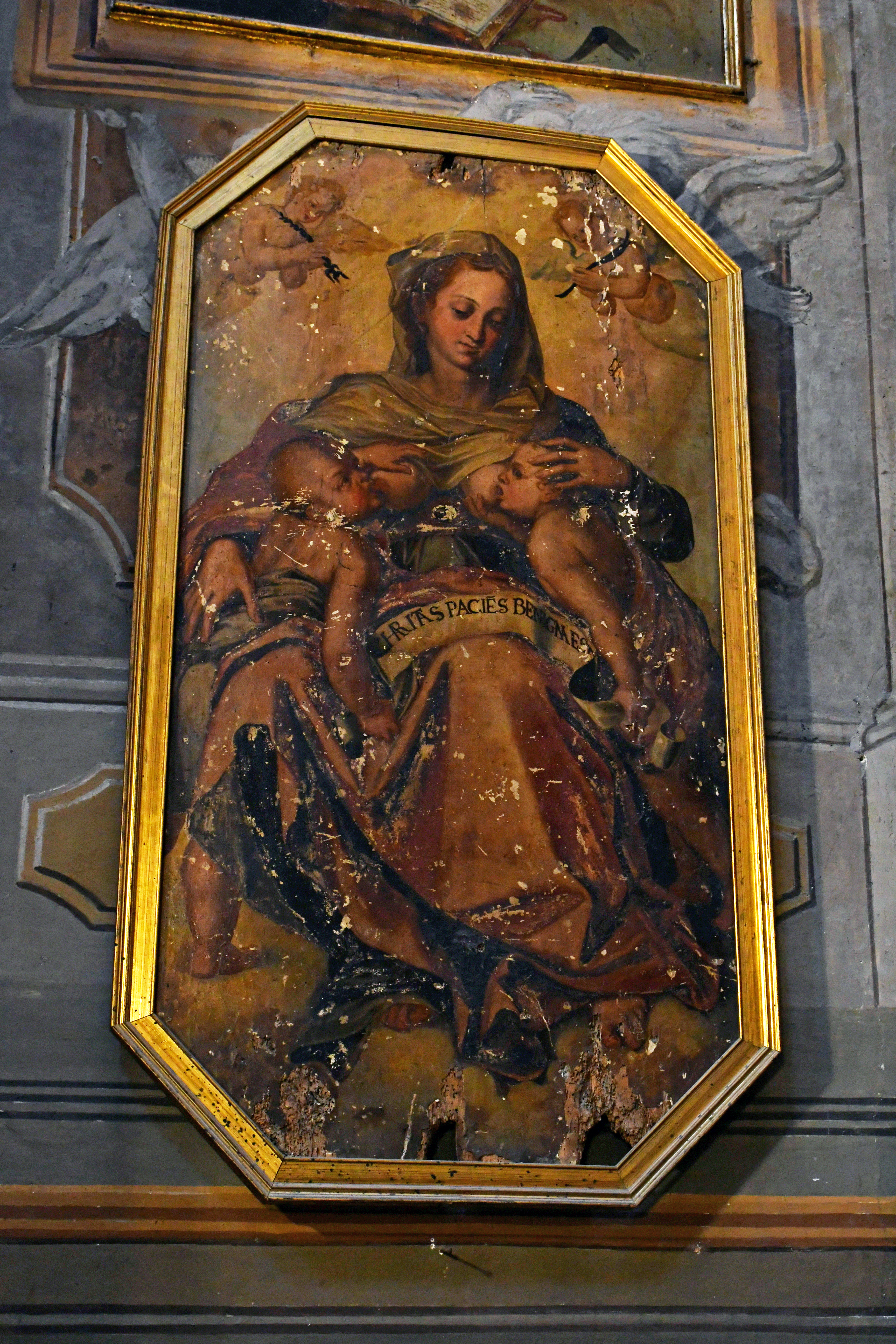
Carità
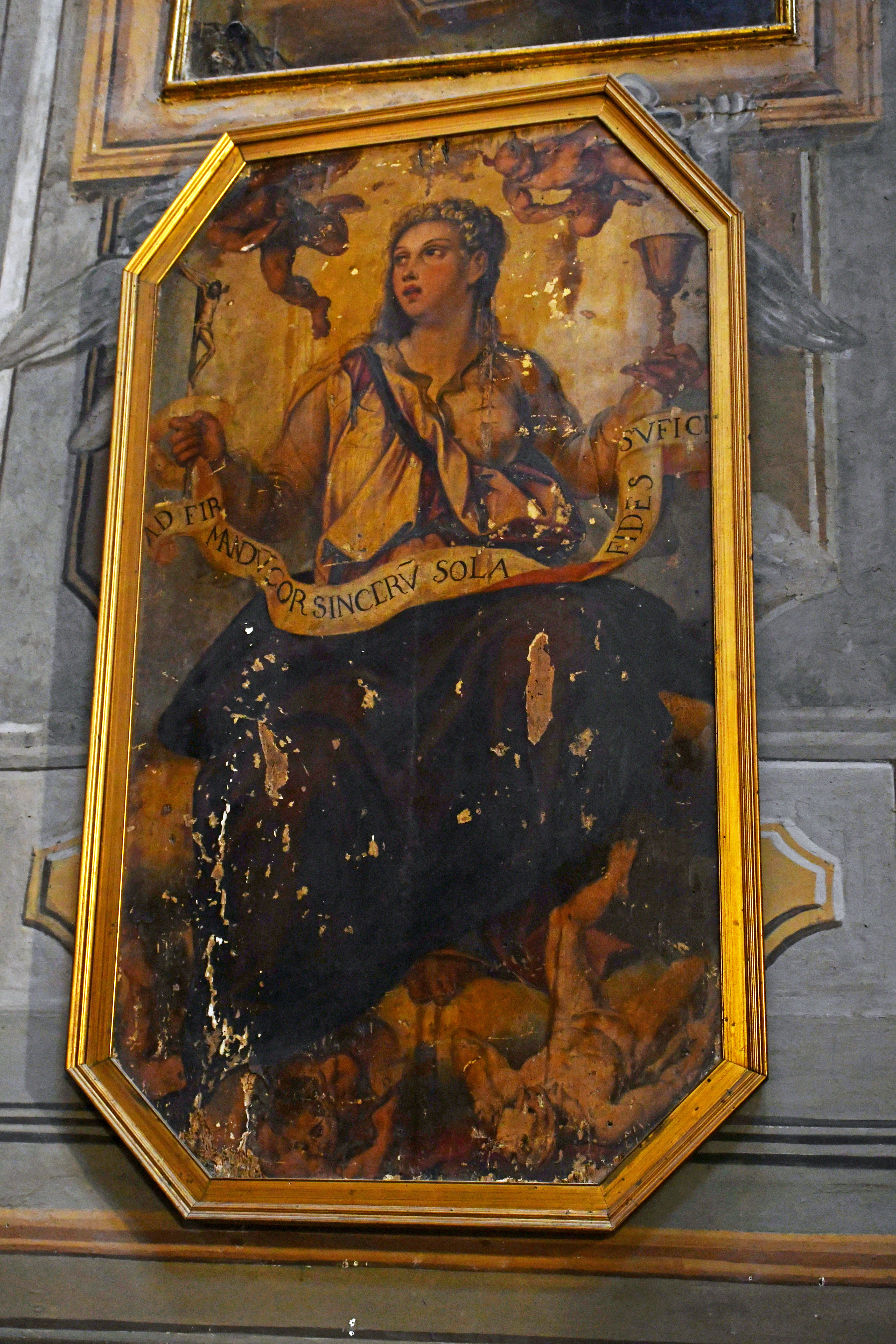
Fede
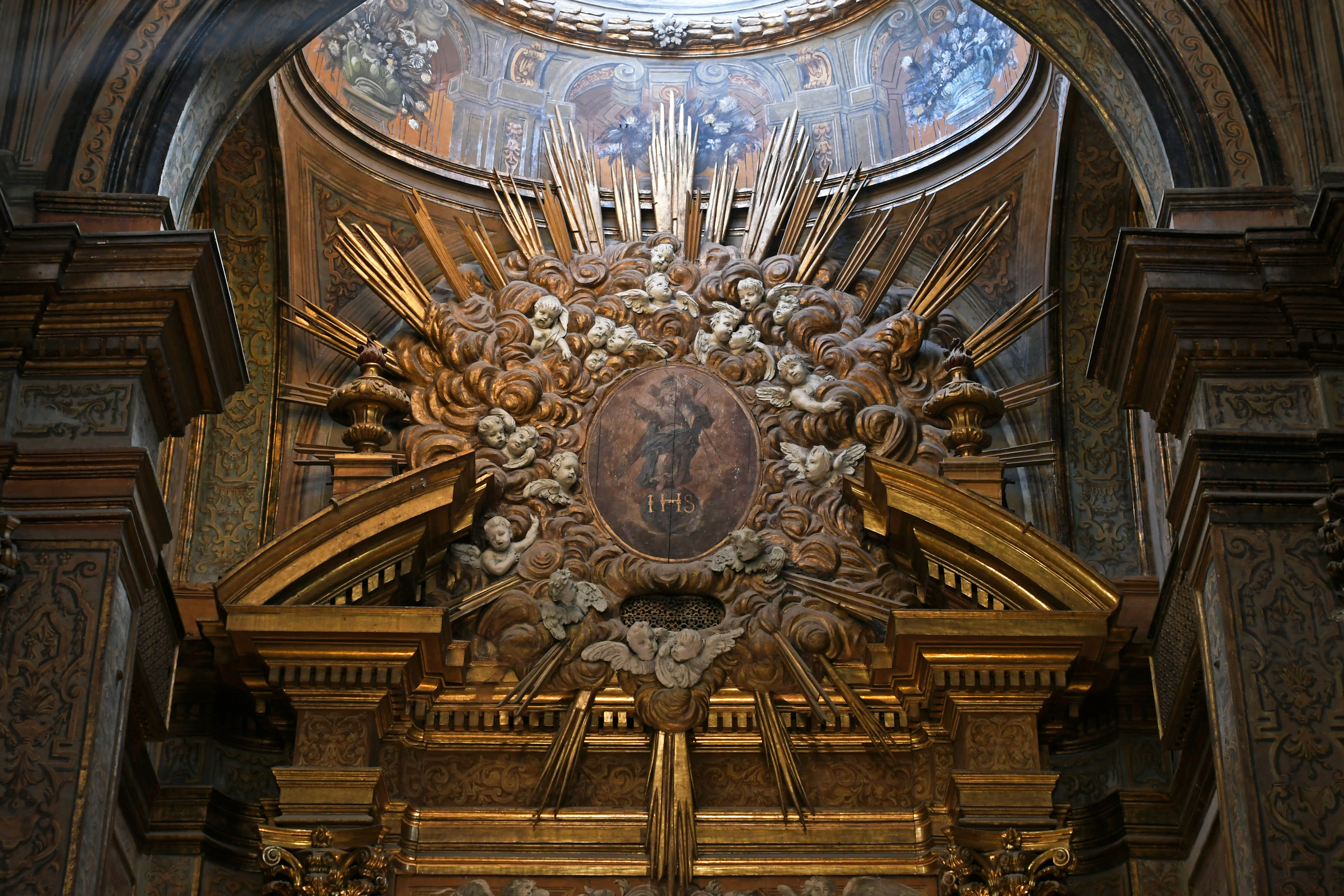
Bambino Gesù
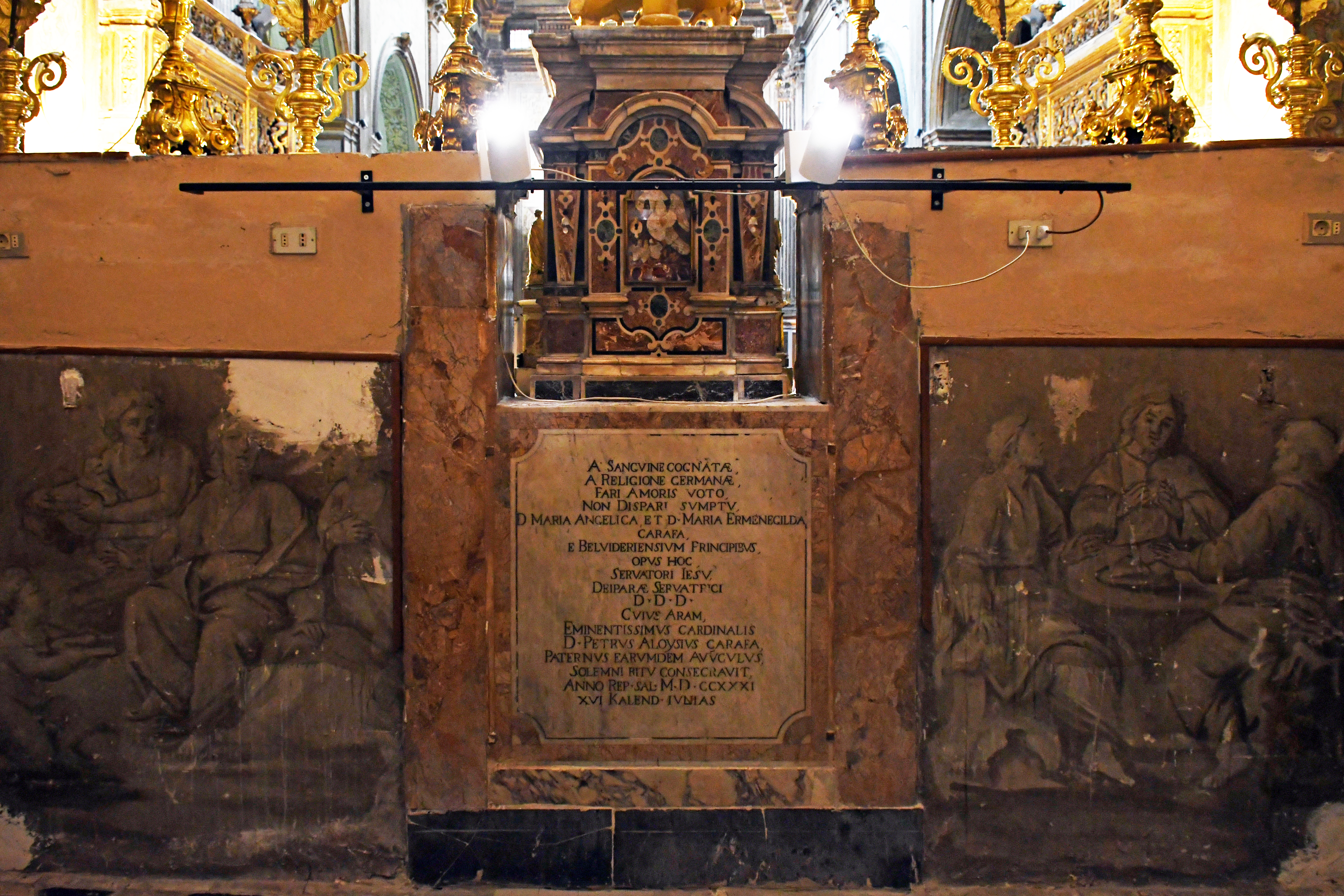
Monocromi dietro l'altare